# Miniature arménienne
Vous lisez un « bon article » labellisé en 2009.

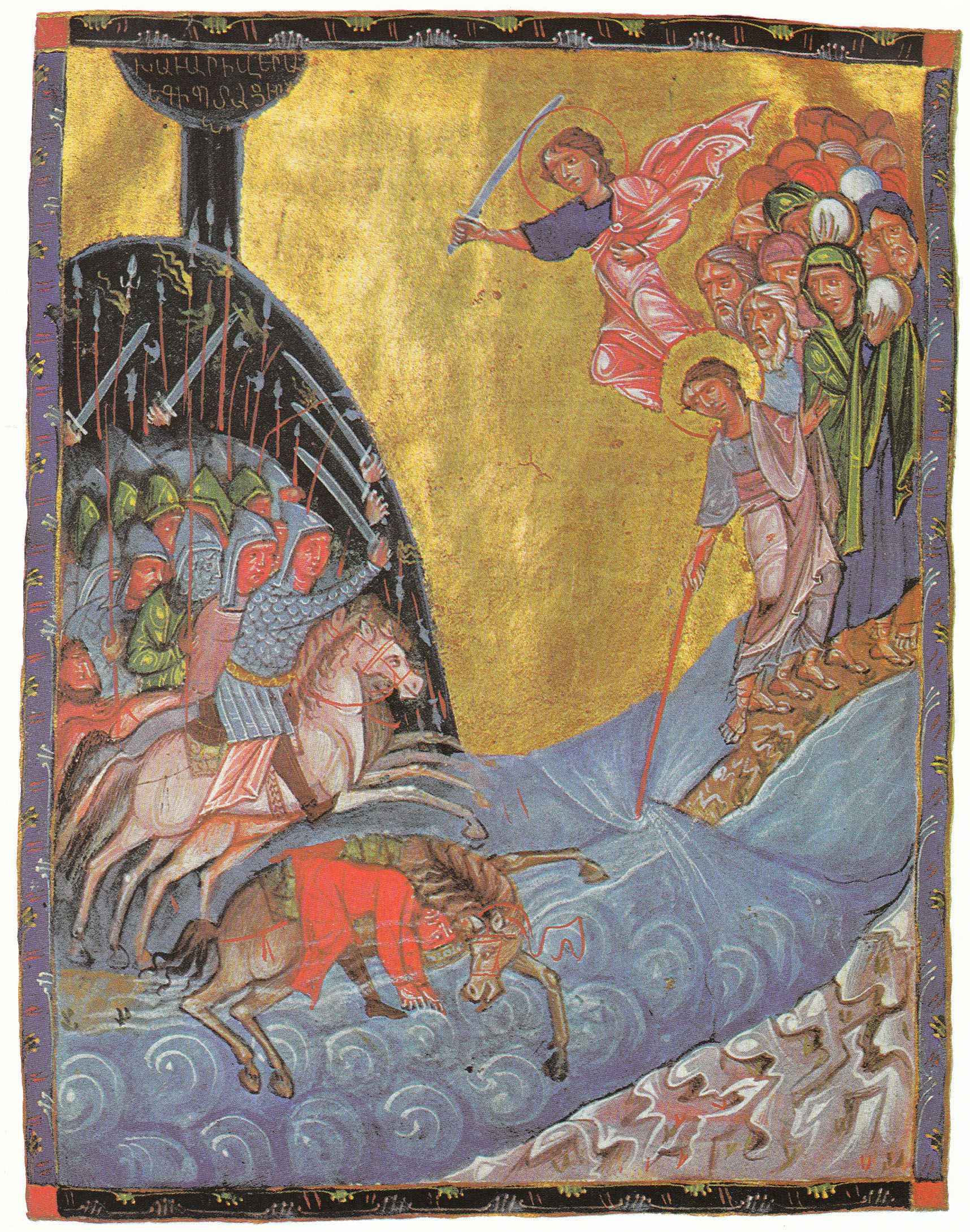
Toros Roslin, Le passage de la mer Rouge, 1266, rituel Machtots (Patriarcat arménien de Jérusalem, Ms. 2027).

La miniature arménienne est l'expression particulière de la miniature en Grande-Arménie, en Petite-Arménie et dans la diaspora arménienne. Son apparition remonte à la création de l'alphabet arménien en Arménie, soit en l'an 405. Très peu de fragments de manuscrits enluminés des VIe et VIIe siècles ont survécu, le plus ancien conservé en entier datant du IXe siècle. L'âge d'or se situe aux XIIIe et XIVe siècles, période de la formation définitive des principales écoles et tendances (quinze cents centres d'écriture et d'enluminure). Les plus éclatantes sont celles de Siounie, du Vaspourakan et de Cilicie. De nombreux manuscrits arméniens enluminés hors du pays d'Arménie ont aussi traversé les siècles. Malgré l'apparition de l'imprimerie arménienne au XVIe siècle, la production de miniatures s'est prolongée jusqu'au XIXe siècle et survit à travers la peinture et le cinéma arméniens modernes.
Le peuple d'Arménie a toujours été en relation avec les autres peuples de l'Orient et de l'Occident dont l'art a influencé en profondeur et en richesses l'enluminure arménienne. Selon le poète russe Valéri Brioussov, « se croisant et s'entrelaçant avant de fusionner en un tout unique et entièrement neuf, deux forces, deux principes opposés ont, au cours des siècles, régi le destin de l'Arménie et façonné le caractère de son peuple : le principe de l'Occident et celui de l'Orient, l'esprit de l'Europe et l'esprit de l'Asie ». Les plus belles œuvres des miniaturistes arméniens se distinguent par une grande habileté d'exécution, l'originalité de la composition et du traitement des couleurs, à la brillance due à l'utilisation de pigments principalement préparés à base d'oxydes métalliques, ainsi que par une perception du monde extrêmement personnalisée.
Sur les 30 000 manuscrits arméniens actuellement répertoriés dans le monde, environ 10 000 sont ornementés, et entre 5 000 et 7 000 d'entre eux renferment des miniatures. La majeure partie est conservée au Matenadaran d'Erevan (plus de dix mille manuscrits et fragments de manuscrits).

## Histoire

### Naissance

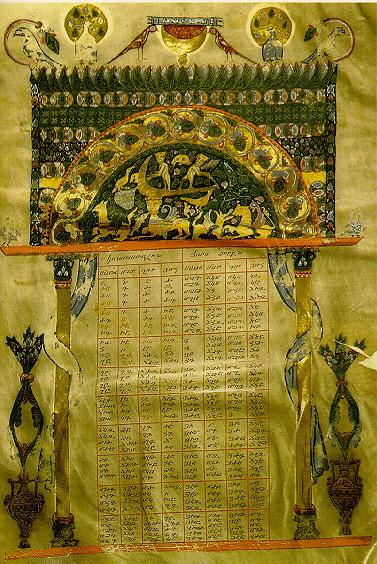
Tables de concordance, Évangile de Mougni.

L'art arménien de la miniature et de l'enluminure naît très probablement avec les premiers livres arméniens au début du Ve siècle, mais un hiatus de quatre siècles sépare cette naissance des plus anciens manuscrits enluminés préservés (à l'exception de deux folios de l'évangéliaire d'Etchmiadzin, cf. infra) ; ces derniers s'inspirent toutefois vraisemblablement de manuscrits antérieurs. À ses débuts, l'art de l'enlumineur se confond avec celui du copiste, les ornementations n'étant comme le texte que de simples copies de modèles antérieurs, mais, aux IXe et Xe siècles, il s'affine et devient plus compliqué, jusqu'à ce qu'il s'en dissoci. Les premiers manuscrits conservés sont des tétraévangiles (comprenant, outre les quatre évangiles, la Lettre d'Eusèbe et les tables de concordances, « allégorie mystique de l'économie du salut ») qui démontrent déjà une diversité dans l'ampleur, le style et le système d'illustration. Cet art est alors parcouru par un double courant, traduisant une double influence : celle de l'art byzantin, avec son allure monumentale (avec par exemple l'Évangile de Trébizonde, XIe siècle, San Lazzaro degli Armeni, Ms. 1400), et celle de l'art oriental, avec son goût pour les surfaces décoratives (illustré notamment par l'Évangile de Mougni, XIe siècle, Matenadaran, Ms. 7736.), deux influences qui s'expriment parfois dans le même manuscrit (comme l'Évangile du roi Gagik, XIe siècle, Patriarcat arménien de Jérusalem, Ms. 2556). La période couvrant les Xe et XIe siècles est celle de la formation de la tradition arménienne, qui voit se développer cette diversité, une balance entre éléments paléochrétiens et innovation, comme « le rôle privilégié des pages liminaires, la présence légitime des commanditaires et, plus encore, l'intention d'exprimer en images la quintescence de l'Évangile », une réinterprétation du vocabulaire décoratif byzantin à la lumière de l'art musulman, ainsi que le goût pour les couleurs vives et brillantes. Les miniatures sont alors en pleine page, le plus souvent au début du manuscrit, mais figurent parfois également dans le corps du texte, et s'expriment avec une grande liberté dans les tables des canons.

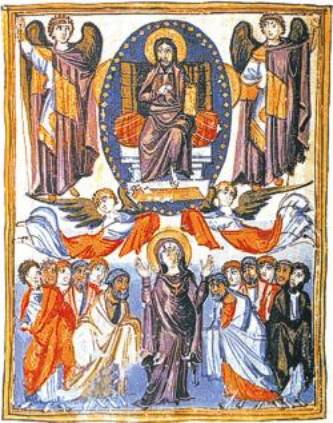
Ascension, Évangile de la reine Mlké

Le plus ancien des manuscrits ornementés conservés est l'Évangile de la reine Mlké, du nom de l'épouse du roi Gagik Ier de Vaspourakan, qui le fait restaurer au Xe siècle ; San Lazzaro degli Armeni, Ms. 1144. Réalisé au Vaspourakan vers 862, il s'agit du premier manuscrit enluminé connu après la période arabe (VIIe - IXe siècles) et du plus ancien des manuscrits arméniens conservés en entier. S'inspirant d'un modèle antique, ses illustrations, avec notamment le paysage nilotique des tables ou le frontispice évoquant l'évangile syriaque de Rabbula, offrent un écho paléochrétien, chose courante en Orient à l'époque, mais font preuve d'une solennité inégalée. D'un style un peu rude, leur trait rapide et léger, les subtils dégradés des couleurs qui ne sont pas sans rappeler la renaissance macédonienne, tout en s'en démarquant par une palette vive et saturée, font de cet Évangile un « exemple unique de réception et d'interprétation de l'héritage antique en milieu arménien ».
L'évangéliaire d'Etchmiadzin (Matenadaran, Ms. 2374) est un des autres exemples fameux de ces premiers manuscrits. Réalisé en 989 au monastère de Bgheno-Noravank, ce somptueux ouvrage est doté d'une reliure byzantine en ivoire (seconde moitié du VIe siècle) et incorpore quatre miniatures en pleine page, regroupées sur deux feuillets, des VIe et VIIe siècles, au style proche des fresques du VIIe siècle mais traduisant une influence sassanide, avec les tenues et les coiffures des rois mages, par exemple, ; ces quatre miniatures au caractère monumental dans le traitement des personnages, dotés de grands yeux et aux visages au modelé librement brossé, dont le décor architectural rappelle les édifices paléochrétiens, s'inscrivent dans la tradition picturale paléochrétienne et constituent ainsi une persistance du répertoire antique. D'autres miniatures des XIe et XIIe siècles ornent ce manuscrit, notamment des miniatures liminaires illustrant les thèmes majeurs du salut et les quatre Évangélistes, et sont d'un style moins antiquisant que celles de l'Évangile de la reine Mlké, tout en faisant preuve de fraîcheur et de sensibilité et en adoptant des fonds neutres. « Exemple exceptionnel de l'épanouissement de la peinture qui s'observe au lendemain de la domination arabe », il représente avec l'Évangile de la reine Mlké « la plus haute expression d'un courant classique antiquisant qui traverse aux IXe et Xe siècles la peinture en Arménie, parfaitement distinct du courant plus abstrait et décoratif qui la caractérise aussi pourtant à la même époque, représenté notamment par l'Évangile de Baltimore ».

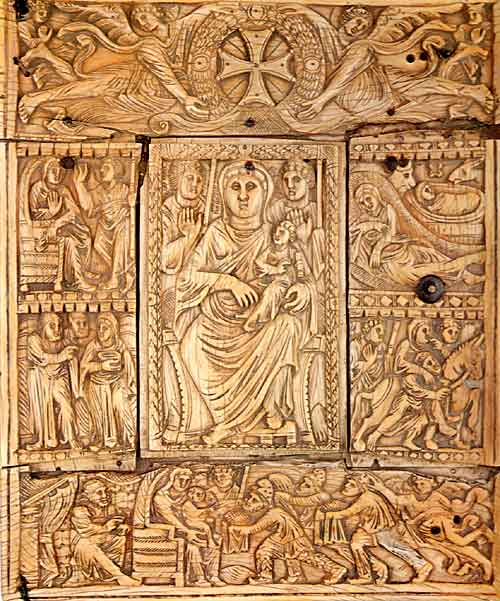
Évangéliaire d'Etchmiadzin, reliure.
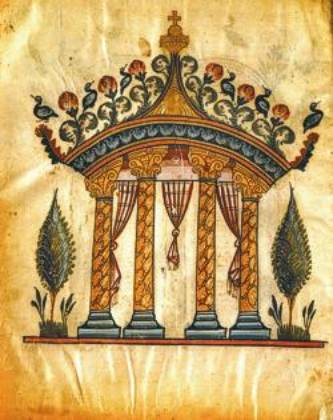
Évangéliaire d'Etchmiadzin, tempietto, allusion probable au Saint-Sépulcre[21].
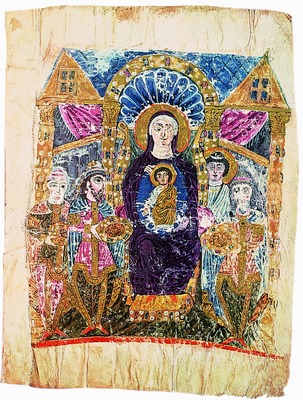
Évangéliaire d'Etchmiadzin, l'adoration des mages.

La Grande-Arménie vers l'an mil, avec ses différentes régions historiques.

D'autres manuscrits peuvent être cités, comme cet Évangile de Baltimore (Walters Art Museum, Ms. 537) réalisé en 966, qui opère une métamorphose radicale du décor architectural avec son emploi de petites unités géométriques, ou l'Évangile de Véhap'ar (Matenadaran, Ms. 10780), réalisé avant 1088 au Vaspourakan ou à Mélitène, comprenant notamment soixante-six illustrations christologiques dans le texte, au style rudimentaire mais vif, et accompagnées de phylactères évoquant les bandes dessinées modernes, source probable d'inspiration au XIVe siècle de l'Évangile de Gladzor.
Les invasions seldjoukides de la seconde moitié du XIe siècle marquent un temps d'arrêt, voire le début d'une période de déclin pour la miniature arménienne en Grande-Arménie jusqu'au XIIIe siècle (avec de rares exceptions, comme l'Évangile du Matenadaran, Ms. 2877, au décor d'une grande finesse), alors qu'un renouvellement s'effectue en Cilicie.

### Apothéose
La vie politique et culturelle en Grande-Arménie connaît un bref développement à la fin du XIIe et au début du XIIIe siècle, avec l'appui de la Géorgie voisine,. Effectivement, les Arméniens secouent alors le joug seldjoukide et connaissent un certain essor, la « renaissance zakaride ». Ainsi, ils forment une principauté indépendante gouvernée par les Zakarides, brève période de paix relative, avant le retour des invasions mongoles de la Transcaucasie dans les années 1220-1240.

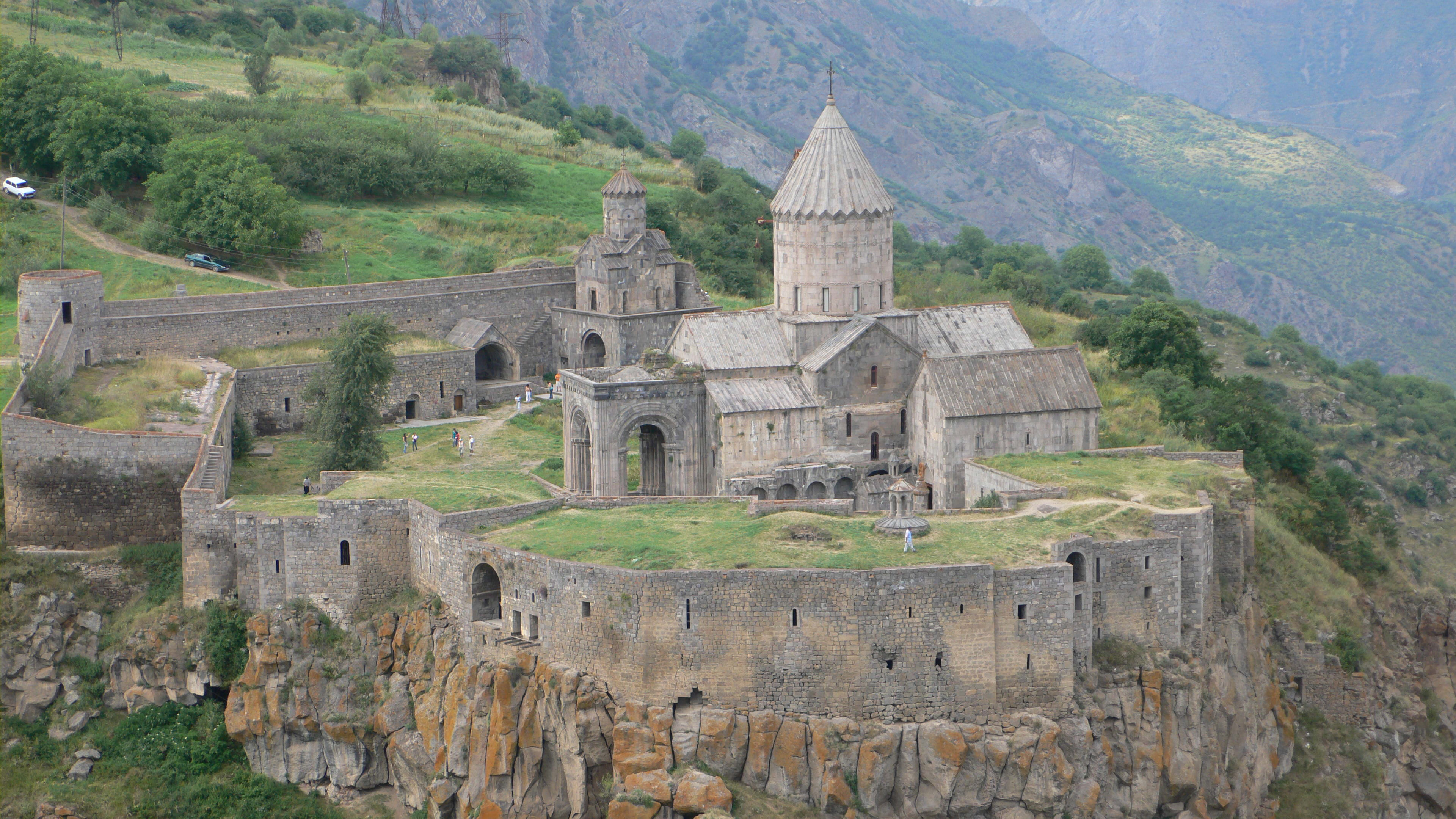
Le complexe monastique de Tatev.

Églises et palais sont édifiés dans la première moitié du XIIIe siècle. En parallèle, l'activité des écoles des miniaturistes et des scriptoria est en pleine expansion ; on y enseigne grammaire, langue, rhétorique, théologie, philosophie, musique, peinture et calligraphie, notamment dans les universités (hamalsaran) de Tatev et de Gladzor, qualifiée de « seconde Athènes ». Cette dernière université, « presque contemporaine d'un des centres principaux de la pensée européenne, l'université de Paris, pouvait rivaliser avec cette dernière autant sur le plan de la formation culturelle que par la richesse de sa bibliothèque et la diversité des matières enseignées ». Il ne reste que quelques ruines de l'université de Gladzor aujourd'hui, conséquence des invasions mongoles et timourides.
Comme en compensation de cette situation, le royaume arménien de Cilicie est en plein essor du XIe siècle à la fin du XIVe siècle. Art et culture s'y développent jusqu'à sa chute à la fin du XIVe siècle sous l'avancée conquérante des Mamelouks égyptiens.
Cette époque voit l'apothéose de l'enluminure arménienne : « les miniatures peintes dans les régions du nord-est, par exemple, se distinguent par leur caractère monumental et l'intensité de leurs coloris ; celle de l'école de Vaspourakan par leur simplicité et une tendance à la stylisation. Les enluminures de Bardzr Khaïk, ou Haute-Arménie, se reconnaissent à la gravité majestueuse des personnages et à la variété de leur ornementation ; tandis que les miniatures ciliciennes font apparaître un raffinement et une virtuosité remarquables ». Deux variantes d'un même art national dont elles partagent les traits fondamentaux, les miniatures de Grande-Arménie et de Cilicie se distinguent toutefois : « les miniatures ciliciennes acquirent en peu de temps un brillant niveau et une grande profondeur d'expression. Tout en restant en accord avec leur propre style, elles reflètent l'intérêt de leurs auteurs pour la Renaissance européenne. Les miniatures de Grande Arménie, d'où sont issus, aux XIIIe et XIVe siècles, de nombreux écoles et courants, sont plus simples, plus monumentales et plus originales. Elles ont su conserver une expressivité qui n'a son pareil dans aucune peinture de l'époque ».

#### Les miniatures de Grande-Arménie

L'Arménie sous les Zakarian, vers 1203.

Pour un article plus général, voir Arménie zakaride.

##### Haute-Arménie
Pour un article plus général, voir Haute-Arménie.
Les manuscrits retrouvés avec pour origine les scriptoria de Haute-Arménie, région nord-ouest de l'Arménie historique, croisement de plusieurs axes de transit au XIIIe siècle, sont « toujours ornés de riches motifs végétaux, de feuilles recourbées en pointe de faucille et de volutes à palmettes ». D'abord traités « de manière assez réaliste », ces motifs connaissent peu à peu une « stylisation de plus en plus prononcée », pour finir par se répandre dans l'art de la Transcaucasie, du Proche-Orient et du Moyen-Orient.
Dans le plus grand des manuscrits arméniens connus, l'Homéliaire de Mouch (monastère des Saints-Apôtres, 1200-1202, Matenadaran, Ms. 7729), écrit en erkataghir (onciales arméniennes « à grand module », en lettres forgées), on observe de nombreuses vignettes et motifs marginaux dont l'origine remonte au paganisme. En effet, après la christianisation du pays, les sanctuaires païens font place à des temples consacrés à la nouvelle religion. Ainsi, des éléments hérités du paganisme ancien pénètrent dans l'art chrétien, mais dotés d'une nouvelle signification. Cet homéliaire témoigne dans son ornementation d'une recherche de rénovation des formes déjà existantes et d'un effort visant à la création de nouveaux motifs. Il semble l'œuvre de trois artistes dont seul le nom de l'auteur de la page de titre a été conservé : Stépanos. Un second miniaturiste a exécuté une série importante de miniatures plus éclatantes. Avec un tempérament plus fougueux, il a brossé dans les marges du manuscrit des ornements végétaux aux formes variées, dans lesquels viennent s'inscrire des oiseaux ainsi que des animaux réels et fantastiques. Du point de vue du style, les associations de couleurs chaudes sont basées sur le principe des contrastes. Les tons orange sont ombrés de marron foncé, ils s'opposent aux bleu clair du velouté intense de l'outremer. Quant au troisième miniaturiste, il n'est l'auteur que d'un petit nombre de miniatures à sujets. L'équilibre harmonieux du texte et des parties ornementées, ainsi que le rapport texte-image caractérise la composition des pages de cette époque.
L'Évangile dit des Traducteurs de 1232 (Matenadaran, Ms. 2743) a été illustré par le peintre Grigor. Inspiré des fresques des temples rupestres de la Cappadoce voisine, ses œuvres font preuve d'une nette individualité : « la tension dramatique des personnages et le coloris où dominent les bleus foncés et les violets, avec de rares éclats rouge vif et roses, sont si impressionnants que certaines imprécisions du dessin passent inaperçues ».
Le colophon d'un manuscrit réalisé en 1318 à Erzincan porte l'inscription suivante : « Les temps étant très durs, j'ai émigré cinq fois avant de terminer mon manuscrit... ».

##### Ani
Pour un article plus général, voir Ani.

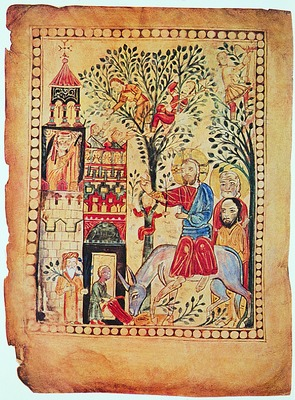
Entrée du Christ à Jérusalem, Évangile de Haghpat.

Protégée encore en ce début du XIIIe siècle par la dynastie des Zakarides, la capitale du royaume d'Ani est grouillante de métiers, d'artisans, de commerçants, de langues et de cultures différentes. Une vie culturelle s'y maintient parmi mille difficultés. Lydia Dournovo écrit dans son essai : « cette classe moyenne de la population, en expansion constante, faisait naturellement prévaloir sa culture sur celles de l'aristocratie et des couches populaires. Elle n'aspirait pas au faste et n'entendait pas dépenser des sommes importantes à la réalisation de manuscrits somptueux, mais la simplicité laconique de l'art populaire ne la satisfaisait pas non plus. Cette classe avait élargi son horizon et son champ de connaissances. Il lui fallait des textes se présentant sous la forme de récits détaillés et parsemés de digressions et d'explications. Les illustrations devaient retenir l'attention plus par la variété des motifs que par la beauté des formes ou des ornements ».
Deux noms seulement de miniaturistes d'Ani ont survécu : Margaré et Ignatios. Le premier a décoré l'Évangile de 1211 (dit Évangile de Haghpat, Matenadaran, Ms. 6288) copié au monastère de Haghpat, relié et illustré au monastère de Horomos, près d'Ani ; il se caractérise par un répertoire thématique élargi par l'observation de la vie quotidienne. L'aspiration au réalisme est réelle surtout dans le traitement des personnages. Il est sensible surtout dans l'unique scène évangélique, l'Entrée du Christ à Jérusalem. Les impressions vécues se reflètent dans la foule massée pour accueillir le Christ ; on y perçoit même une certaine forme de laïcisation dans le traitement des personnages. Le second peintre, Ignatios, travaille au monastère arménien de Horomos au mitan du XIIIe siècle et est témoin de l'invasion mongole. Il a laissé sur un manuscrit qu'il a enluminé cette trace : « le manuscrit a été écrit à l'époque douloureuse et funeste où Ani, la capitale, a été prise et où l'on assistait à d'innombrables destructions de villes et de pays ». Dans l'ouvrage de Khatchikian, à propos des Colophons des manuscrits arméniens du XIVe siècle, on peut lire ces mots qui témoignent de la dureté de l'époque où vécurent ces peintres, sans jamais interrompre leur tâche ; mots ajoutés en post-scriptum : « Les temps sont si durs que, depuis quatre ans, j'écris en appuyant mon livre sur la paume de ma main ».
Malgré les mauvaises conditions de vie, émigrant d'un endroit à l'autre, calligraphes et miniaturistes se déplacent d'école en école, dans une grotte même, comme le maître Vanakan, non loin de la forteresse de Tavouch, lors de l'invasion mongole.

##### Siounie
Pour un article plus général, voir Syunik.
Au sud-est du lac Sevan se situe la province de Siounie. Elle abrite des régions où s'épanouissent les deux dernières grandes académies arméniennes du Moyen Âge : celle de Gladzor et celle de Tatev, avant les invasions. La fondation de l'école de Gladzor, déjà mentionnée plus haut, remonte à la seconde moitié du XIIIe siècle. De jeunes gens venus de toute l'Arménie et même de la Cilicie viennent apprendre auprès des plus grands savants de l'époque. Deux noms se distinguent : Nersès Mchétsi et Essaï Nchétsi ; le premier est le fondateur de cette université, féru de latin et de grec, le second est une personnalité politique et un maître de rhétorique et de philosophie. L'école de calligraphie et d'enluminure est renommée. Les miniatures portent la marque d'anciennes traditions locales, nourries de paganisme : totems, allégories du bien et du mal, êtres fantastiques surtout, avec des sirènes, des griffons, des vouivres, des licornes et des dragons. La nature très présente est représentée de manière réaliste. Les influences ciliciennes s'affirment avec les jeunes peintres venus avec d'autres traditions séculaires.
Un nom se dégage, en ce qui concerne les traditions locales, celui de Matéos. Il est l'auteur des illustrations de l'Évangile de 1292 (Matenadaran, Ms. 6292). Cet ouvrage recèle une richesse ornementale particulière : « le peintre a une prédilection pour les gros motifs phytomorphes et se plaît à inscrire dans les rinceaux des paons royaux aux queues magnifiquement déployées. Ces oiseaux sont représentés par paires, tantôt s'abreuvant à une source, tantôt entrelaçant leur cou gracieux ».
Artiste polyvalent, Momik est surtout célèbre par ses étonnants khatchkars : il a laissé des stèles de pierre sculptées d'une subtilité hors pair et d'une finesse extrême. Il est aussi un architecte de renom et un miniaturiste qui travaille lui aussi à l'université de Gladzor. Son œuvre reflète de nouvelles orientations dans l'art de la miniature. De son style se dégage un certain lyrisme et une poésie d'une profondeur sensuelle et raffinée ; « ces nouvelles tendances se manifestent aussi bien dans le dessin gracieux de ses khatchkar, dont la fine sculpture ajourée parvient à faire oublier la dureté de la pierre, que dans ses miniatures empreintes de la spontanéité propre à l'art populaire. Le Matenadaran possède deux manuscrits de Momik (Ms. 6792 et Ms. 2848). Le miniaturiste décore parfois toute la surface du fond de demi-cercles, généralement bleuâtres, qui évoquent des nuages et semblent symboliser le caractère sacré des événements représentés. Les compositions de Momik mettent en valeur la symétrie et l'équilibre des proportions ».

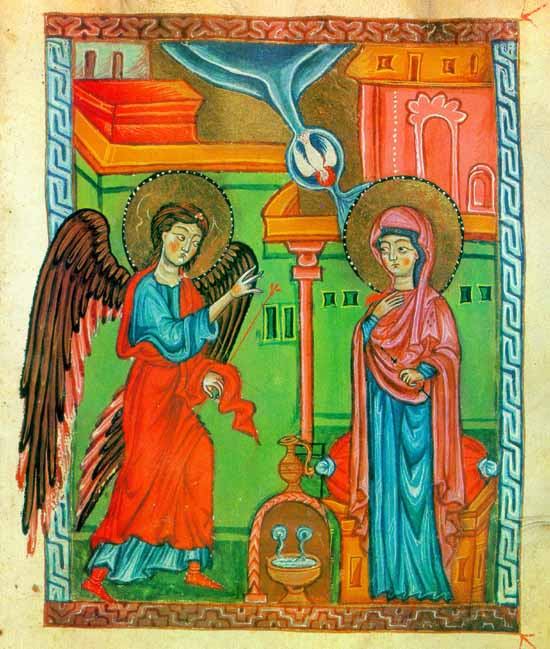
Annonciation par Toros Taronatsi, Évangile de 1323 (Matenadaran, Ms. 6289).

Toros Taronatsi est le plus fécond des peintres de l'école de Gladzor. Il a été l'élève d'Essaï Ntchétsi, il est miniaturiste et poète arménien. D'abord influencé par le paganisme ancien, il introduit ensuite l'ornementation des canons de concordances et des motifs marginaux des sirènes, parfois bicéphales, des serpents et des dragons personnifiant le mal, luttant entre eux, torturant une proie ou, selon une interprétation chrétienne postérieure, terrassés par des saints guerriers. Le décor des feuilles des canons de concordances de la Bible de 1318 (Matenadaran, Ms. 206) est si riche et abondant qu'il reste à peine de la place pour les tables. Dans une seconde phase, Taronasti subit l'influence de l'enluminure cilicienne et l'élément décoratif prime alors dans ses miniatures : « les formes, les types de motifs, la disposition générale des frontispices et des canons sont inspirés des modèles ciliciens (Matenadaran, Ms. 6289). D'autre part, certaines particularités iconographiques, comme la manière de traiter la Vierge allaitant, attestent que Taronatsi était familiarisé avec l'art occidental ».

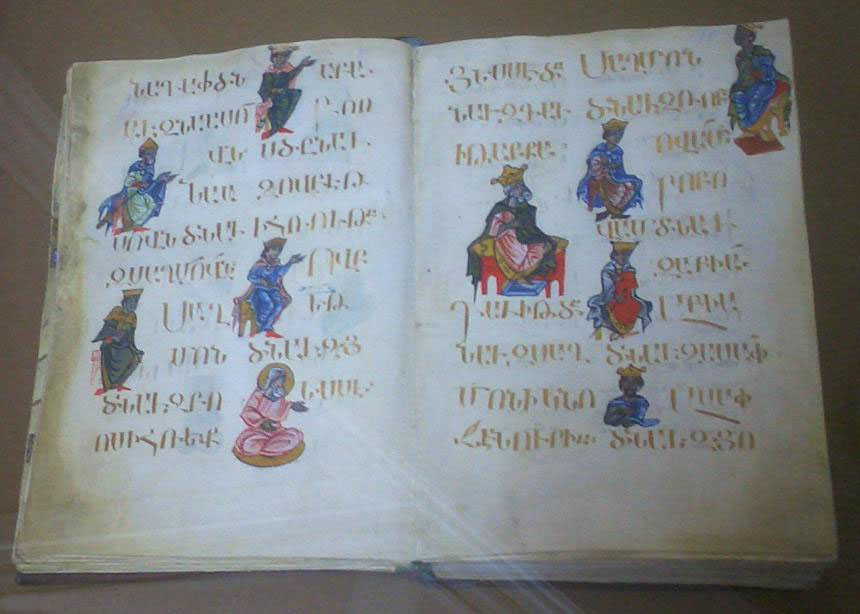
La généalogie du Christ par Avag, Évangile de 1337.

L'œuvre d'Avag est celle d'un peintre itinérant et éclectique. Il voyage entre Gladzor et son université, la Cilicie pendant plusieurs années et la Perse. L'influence cilicienne est prégnante dans sa composition, il illustre un Évangile (Matenadaran, Ms. 7631) avec Sarkis Pitsak. L'Évangile de 1337 (Ms. 212) conservé au Matenadaran est orné de nombreuses miniatures pleine page, de scènes marginales et de miniatures insérées dans le texte. Ces illustrations sont des répliques de miniatures de Toros Roslin. « C'est précisément l'association d'un style recherché, à la limite du maniérisme, et d'une austérité solennelle qui font tout le charme de ces miniatures exécutées avec une maîtrise tout à fait remarquable ».
En 1338, après la mort d'Essaï Ntchésti, l'université de Gladzor ferme ses portes ; l'université de Tatev perpétue alors les académies sous la houlette de Grigor Tatévastsi, homme politique et philosophe, poète et peintre. Le Matenadaran possède un Évangile de 1297 (Ms. 7482) illustré en 1378 de la main de Grigor Tatévasti. Il recèle des miniatures à sujets, des figures évangéliques ainsi que des pages de titre enluminées. « La peinture de Tatévatsi se reconnaît à l'utilisation adroite d'éléments empruntés à l'ornementation populaire. L'artiste emplit tout le fond de gros motifs exécutés dans des tons sourds, monochromes, ils évoquent les tapis accrochés aux murs des maisons paysannes, ce qui donne aux scènes représentées un caractère intime (Vierge à l'Enfant, Annonciation). Le maintien des personnages est empreint d'une majesté tranquille. Techniquement, les miniatures de Grigor Tatévatsi s'apparentent à la fresque : la pose de la couleur se fait en touches épaisses et mates ».
Les moines en période troublée deviennent guerriers et cela se retrouve jusque dans la composition de l'enluminure. On assiste ici à une véritable symphonie des éléments décoratifs, au dessin et à un coloris d'une grande diversité. Outre le fond, tous les éléments de la miniature, aussi bien dans les détails d'architecture que dans les vêtements, sont parsemés de petits motifs floraux qui ont fait nommer cet Évangile (Matenadaran, Ms. 6305) Le manuscrit au tissu imprimé. « La variété du répertoire thématique, l'expressivité des personnages et la douce luminosité du coloris, font de ce manuscrit un exemplaire particulièrement somptueux. Les figures en pleine page de quatre saints guerriers retiennent l'attention. En effet, leur présence semble mettre en évidence leur rôle d'intercesseurs, si nécessaire au peuple arménien asservi ». Mais la dégradation des conditions de vie, les troubles politiques et économiques dans le pays contraignent de nombreux scriptoria à réduire de manière considérable leur activité à la fin du XIVe et au début du XVe siècles, l'art de la calligraphie et de l'enluminure ne subsiste que dans des monastères éloignés du sud et de l'est de l'Arménie.

##### Vaspourakan
Pour un article plus général, voir Vaspourakan.

Le royaume de Vaspourakan, 908-1021.

Aux XIIIe et XIVe siècles, l'école dite de Vaspourakan est l'une des principales, si l'on considère le nombre de monuments laissés aux générations suivantes, soit près de mille cinq cents manuscrits d'une grande variété et presque tous illustrés.

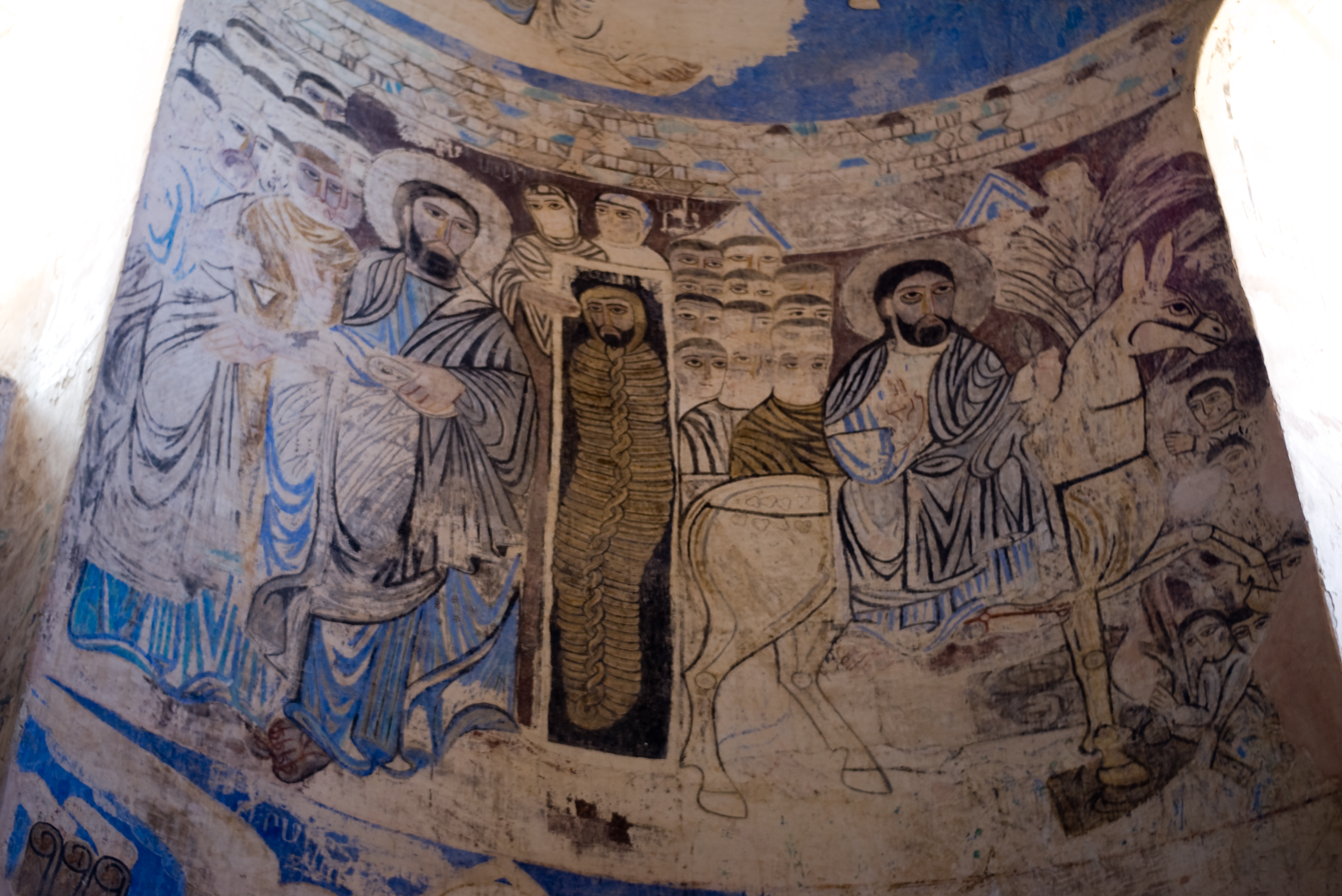
Résurrection de Lazare, Sainte-Croix d'Aghtamar.

Les thèmes les plus fréquents de l'illustration sont la Création du monde, le Sacrifice d'Abraham et l'Apparition sous le Chêne de Mambré. Les miniaturistes perpétuent les traditions locales anciennes qui avaient trouvé leur expression dans les reliefs et les fresques de la cathédrale Sainte-Croix d'Aghtamar au Xe siècle. Selon Sirarpie Der Nersessian, l'introduction des scènes de l'Ancien Testament en tant que symboles des sujets du Nouveau Testament a fait son apparition très tôt dans l'art arménien, dès le IXe siècle. Cette parenté iconographique avec les reliefs est particulièrement visible dans la scène du Sacrifice d'Abraham sur laquelle s'ouvre le cycle de miniatures chez les enlumineurs des XIIIe et XIVe siècles (Siméon Artchichétsi, Zakharia, Daniel).
Même si les miniatures du Vaspourakan allient un symbolisme dogmatique à des éléments empruntés aux traditions populaires, elles recèlent néanmoins des particularités stylistiques. Leur composition et le traitement de certaines scènes sont soumis au tracé linéaire sans figuration de profondeur. La ligne devient le principal moyen d'expression et elle acquiert de la vivacité grâce à l'emploi de couleurs pures et vibrantes dont on retrouvera des échos picturaux jusqu'au XXe siècle, dans la peinture moderne arménienne, celle du peintre Minas Avétissian par exemple.
L'absence de perspective, typique de tout l'art médiéval, se trouve ici comme accentuée. Figuration plate et scènes disposées en frise sont caractéristiques de cette école : « les personnages sont généralement représentés de front. Leurs gestes sont brusques, dynamiques et si expressifs qu'ils évoquent parfois plusieurs mouvements au lieu d'un seul. Le but est de faire découvrir l'idée qui est la base du sujet, de dévoiler son essence même, sans souci du caractère narratif ou symbolique que peut avoir la scène ». En effet, ces miniaturistes vaspourakaniens ne s'attachent guère à la reproduction fidèle des détails concrets tirés de l'observation du monde réel. Ce qui les préoccupe, c'est avant tout le rythme. Et c'est par le biais du rythme qu'ils travaillent le symbolique. « Ils peignent des sortes d'idéogrammes qui révèlent le sens caché des scènes représentées. L'harmonie générale découle de la disposition traditionnelle des personnages et de leurs mouvements rythmés. Ce rythme, qui n'est pas celui des gestes ordinaires acquiert une signification profonde de mouvement perpétuel. Le cours des événements avec leurs détails extérieurs et le caractère plastique des gestes sont relégués au second plan, tandis que leur sens symbolique devient fondamental ».
Ils créent ainsi des œuvres très personnelles, sans pour autant bousculer les formes héritées de la tradition la plus ancienne, ni rejeter les éléments populaires. C'est cette répétition rythmique des formes, cette stylisation des vêtements devenus des motifs d'ornement, ces types de visages aux cils recourbés et aux sourcils allongés qui confèrent aux miniatures des peintres du Vaspourakan une exceptionnelle originalité et un trésor universel. La force de leur qualité a pour origine un subtil équilibre entre la prépondérance de l'ornemental, sa valeur hautement décorative, mais contrebalancée par le poids de la tension dramatique et par l'expressivité dans le traitement des personnages. Lydia Dournovo remarque que l'ornement dans ces manuscrits n'est pas seulement un élément décoratif : il en est le thème même.
La beauté des canons de concordance révèle sous la forme d'arcs en fer à cheval ornés de motifs géométriques et végétaux une fantaisie dans l'esprit et une maîtrise dans son exécution. Entre les motifs phytomorphes et les volutes complexes viennent s'entrelacer des silhouettes d'êtres tantôt réels et tantôt mythologiques. Sous le symbolisme conventionnel dans le traitement des personnages transparaît la spontanéité propre à la pensée populaire. Ce principe d'un art avant tout ornemental aborde avec simplicité et sans formalisme les thèmes religieux. C'est cette originalité qui lui donne son rang dans l'histoire de la miniature arménienne. Son orientalisme la rapproche de l'art de la Cappadoce, de l'art des pays arabes et de la Syrie, de l'Iran, ainsi que de la Mésopotamie ; ce qui constitue un vaste ensemble de cultures différentes, mais apparentées. L'enluminure du Vaspourakan a su préserver son style et garder sa place, tenir son rang et défendre ses propres conceptions esthétiques, parmi « mille myriades de talents d'or ».

##### Nakhitchevan
Pour un article plus général, voir Nakhitchevan.
L'influence de la miniature de l'école du Vaspourakan va au-delà des territoires limitrophes. En effet, l'école d'enluminure du Nakhitchevan lui est étroitement liée. Deux manuscrits illustrés permettent de définir les particularités du style propre à l'école du Nakhitchevan : le premier est un Évangile (Matenadaran, Ms. 3722) copié en 1304 par l'artiste Siméon et un autre Évangile (Matenadaran, Ms. 2930) transcrit en 1315 par un nommé Margaré, lui aussi miniaturiste et calligraphe.
Dans le premier manuscrit de 1304, les sujets placés dans les marges sont traités avec un tel dépouillement qu'ils sont presque réduits à l'état de symboles. « Le Baptême du Christ est évoqué par une coupe contenant de la myrrhe. Pour sa Nativité, l'artiste a choisi de représenter les bergers exultant et les agneaux en train de gambader, tandis que pour la Cène, il peint un calice et deux poissons ; l'Entrée à Jérusalem, scène à multiples figures par excellence, n'est représentée ici qu'avec trois personnages dont le Christ monté sur un mulet. Cette manière picturale remonte indubitablement à des traditions anciennes, présentes en particulier dans le célèbre évangéliaire d'Etchmiadzin de 989. Le manuscrit de 1304 est abondamment illustré de figures d'animaux, de motifs ornementaux et de symboles d'origine païenne ». Lydia Dournovo définit l'art du miniaturiste : « Il introduit dans l'ornementation des marges des motifs d'une extrême variété, parmi lesquels figurent en abondance des animaux, des oiseaux, des sirènes et des visages humains, complétant ainsi l'éventail thématique et développant la forme du signe marginal. (…) Son travail est peu soigné, mais plein de fougue et de passion, de vivacité et d'adresse. Le dynamisme du pinceau de l'artiste semble s'incarner dans le dynamisme des sujets ».
Le manuscrit de 1315 recèle une série élargie de miniatures du cycle évangélique, ce qui est plus une caractéristique de l'école du Vaspourakan que de l'école du Nakhitchevan. La première miniature traite le thème du Sacrifice d'Abraham, emprunté à l'Ancien Testament. La Descente du Saint-Esprit sur les apôtres est la dernière scène représentée. Selon les travaux de Akopian et Korkhmazian : « l'iconographie comporte un certain nombre de traits archaïques, en particulier dans les miniatures représentant la Nativité, la Résurrection et la Mise au tombeau. L'artiste choisit pour ses compositions les variantes les plus dépouillées, qui revêtent chez lui un caractère monumental. Les couleurs sont posées en couches épaisses et généreuses. Les tons dominants sont le rouge, le vert velouté et la terre de Sienne ».
Ce qui apparaît, au regard de la réflexion, est le rayonnement en miroir de l'école du Vaspourakan. Elle se réfléchit sur l'école du Nakhitchevan qui privilégie l'archaïsme pour mieux faire surgir la symbolique. Ce travail symbolique des représentations mentales par le peintre ancien ou moderne, vise à atteindre directement le lecteur, sans le faire passer par le déchiffrement des formes. Selon Creuzer, le symbole serait « situé entre la forme et l'être, entre l'expression et l'idée », entre visible et invisible.

##### Artsakh, Outik et le bassin du lac Sevan
Les manuscrits enluminés par les peintres de Khatchen ont été conservés en assez grand nombre. En effet, la principauté de Katchen réussit à obtenir, sous le règne des Zakarian, une situation d'une relative indépendance sous l'occupation mongole. Ainsi, l'art de l'écriture et de l'enluminure est florissant dans leurs principautés vassales de l'Arménie du nord-est. L'Évangile de 1224 (Matenadaran, Ms. 4832) compte parmi ces monuments ; ses miniatures relèvent de la « tendance composite », une tendance nouvelle qui est un mélange d'origines aristocratique et populaire, coïncidant avec l'apparition d'une culture urbaine et caractérisée par l'alliance d'une certaine force d'expression et de moyens techniques fort simples : « un maximum de résultats pour un minimum de dépenses ».
Un manuscrit date d'avant 1261 : le Ms. 378 (Matenadaran) a été illustré par un certain Toros, dans cette même région, mais une partie de ses miniatures a été ajoutée ultérieurement. « Les manuscrits produits dans les régions méridionales d'Artsakh et dans le bassin du lac Sevan présentent un intérêt certain sur le plan iconographique et font preuve d'une grande valeur artistique. Leurs illustrations diffèrent notablement des miniatures des autres écoles arméniennes, ce qui apparaît particulièrement nettement lorsqu'on les compare aux productions de l'école du Vaspourakan. Dans les manuscrits du groupe Artsakh-Sevan, le Sacrifice d'Abraham, thème de l'Ancien Testament cher aux peintres du Vaspourakan, à qui il sert de prologue, est totalement absent, de même que la miniature traditionnelle du Christ en majesté et les cycles thématiques du Jugement dernier, de l'Avènement du Fils de l'homme et des Miracles du Christ. On ne trouve pas non plus de détails de la vie quotidienne étrangers à la thématique religieuse. Les thèmes favoris de cette école sont l'enfance du Christ (la nativité, la Présentation de Jésus au Temple, le Massacre des innocents, Jésus parmi les docteurs), la parabole des Vierges sages et des Vierges folles, le péché originel (Adam et Ève) et la trahison de Judas (l'Arrestation de Jésus). Autrement dit, au lieu des sujets narratifs et des thèmes allégoriques souvent liés à l'Ancien Testament, les peintres de cette école insistent sur la création du monde, le péché originel et les événements dramatiques de l'Évangile ». Une des particularités digne d'intérêt parmi d'autres est une représentation de la Cène. Peinte de manière originale, les peintres enlumineurs ont choisi de montrer les têtes des apôtres nimbées, alors que Judas seul, isolé du groupe, est représenté en pied. Cette manière originale de traiter le sujet demeure un fait unique dans l'histoire de l'art médiéval. Une autre des particularités qui retient le regard est, dans la scène de l'Annonciation, un ange aux ailes déployées jouant de la flûte dans les nues. Ainsi, ces peintres de cette école sont les seuls à représenter la scène de cette manière unique.
Fortement influencées, en même temps par le grand art classique de Syunik, représenté ici par Momik et Toros Taronatsi, ainsi que par l'école du Vaspourakan, les miniatures d'Artsakh, d'Outik et du bassin du lac Sevan allient la simplicité du geste décoratif à l'attrait d'un primitivisme d'origine populaire. Malgré l'utilisation de principes picturaux contradictoires, ce groupe de peintres parvient à créer une étonnante harmonie stylistique. À rebours des miniatures du Vaspourakan, au style plus dépouillé, les œuvres des peintres d'Artsakh-Sevan sont travaillées avec finesse et achevées avec soin. Enfin, de larges cadres colorés, où les miniatures sont consignées, relèvent encore l'ensemble : « il existe entre les silhouettes et les objets une rigoureuse coordination dans l'espace. Tous sont disposés à l'intérieur d'une zone spatiale unique. Lorsqu'on regarde les miniatures on ne peut s'empêcher d'évoquer des tapis, comme si chacun des motifs dont est parsemée la surface d'ensemble menait une existence indépendante ».
En conclusion, pour les spécialistes de la miniature arménienne du Matenadaran, « le principe décoratif l'emporte nettement sur le figuratif. Les peintres d'Artsakh-Sevan mettent l'accent sur les attributs symboliques, comme la flûte de l'Annonciation, les douze perdrix qui, dans la Présentation de Jésus au Temple, symbolisent les douze apôtres, et la croix posée sur la table de la Cène, allusion au sacrifice du Christ. Ces détails servent à éclairer le sens de la scène représentée tout en jouant le rôle d'éléments décoratifs. Ce procédé est caractéristique de l'école du Vaspourakan. Malgré les particularités stylistiques qui les différencient, les diverses tendances et écoles de la miniature de la Grande Arménie aux XIIIe et XIVe siècles ont en commun leur fidélité aux traditions locales et à l'art populaire. L'influence byzantine, qui a joué un si grand rôle dans la formation de nombreuses écoles nationales au Moyen Âge, n'a jamais prévalu dans l'art arménien. Son ascendant ne s'exerça de manière plus active que sur les peintres de l'Arménie cilicienne ».

#### La miniature cilicienne

La Cilicie arménienne, 1080-1375.

La vie culturelle arménienne se ralentit à la fin du XIe et au début du XIIe siècles, mais elle connaît un nouvel essor aux XIIIe et XIVe siècles, non seulement dans le pays lui-même, mais aussi dans les nouvelles contrées où avaient émigré des Arméniens. Parmi ces régions, la principale place est la Cilicie.

##### Débuts
Les sources de la miniature cilicienne remontent aux miniatures de Grande-Arménie du XIe siècle. D'après les colophons consultés, des manuscrits ont été emportés d'Arménie en Cilicie. Là-bas, ils jouissaient d'un certain prestige et servirent donc de modèles pour les enlumineurs ciliciens, avec leur austérité, leurs coloris sobres mais intenses et leurs personnages aux majestueuses et volumineuses silhouettes. En effet, la peinture cilicienne plonge ses racines dans les particularités stylistiques de l'art de Grande-Arménie, mais les nouvelles conditions historiques et sociales, politiques et économiques ne pouvaient que bousculer les principes culturels et picturaux.
Les changements affectent forme, structure et style. D'une part, aux XIIe et XIIIe siècles, les formats des manuscrits sont plus maniables, faciles à tenir dans la main, ils ne reposent plus comme aux Xe et XIe siècles sur les ambons des églises ou dans les sacristies. D'autre part, l'ornementation devient plus riche, la place autrefois accordée s'agrandit en pleine page ou au milieu du texte. À partir du milieu du XIIIe siècle, on note un accroissement remarquable du nombre des illustrations. Bibles, lectionnaires et psautiers sont maintenant enluminés et illuminés. Par ailleurs, si le style s'affine, il devient plus riche et plus décoratif en sa matière même. Pour l'une des spécialistes de la miniature cilicienne au Matenadaran, « La pose de la couleur en larges touches et la gamme peu étendue rappelaient des fresques en réduction. La miniature cilicienne du XIIIe siècle est au contraire une peinture de livre à part entière : elle est faite pour être regardée de près, car c'est la seule manière d'apprécier pleinement les lignes au tracé élégant et complexe, la finesse des ornements et la richesse dont témoigne la gamme des couleurs. Celle-ci associe des tons de bleu épais à du rouge vif, au raffinement des mauves violacés, à la délicatesse du rose et du vert pâle, au bleu clair et au chatoiement de l'or ».

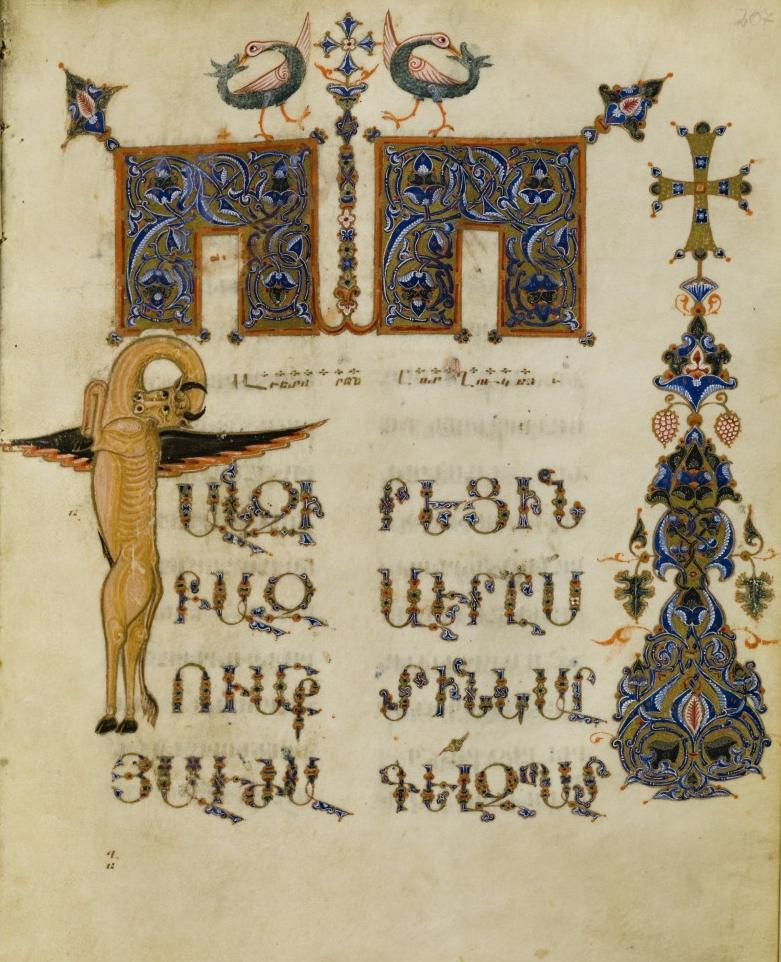
Page de l'évangéliaire de Skevra (fin XIIe siècle).

On distingue plusieurs écoles ou foyers artistiques, dont Hromgla, monastère fortifié situé au bord de l'Euphrate, siège du Catholicos, le chef de l'Église arménienne ; Drazark, Akner et Grner près de Sis, capitale du royaume (l'actuelle Kozan en Turquie) ; Skevra sur les terres des Héthoumides, dont l'évangéliaire de Skevra (à la Bibliothèque nationale de Varsovie) est un exemple (fin XIIe siècle). Parmi les dignitaires, quelques noms apparaissent comme Nersès le Gracieux, Nersès Lambronatsi, le catholicos Constantin Ier Bartzabertsi et l'archevêque Ovannès. Toujours selon Drampian : « l'art de l'enluminure connut en Cilicie sa plus grande splendeur entre 1250 et 1280. Mais cette période de floraison fut préparée par un siècle et demi d'évolution et se prolongea encore un demi-siècle, quoiqu'avec moins d'éclat. Le style proprement cilicien commença à se définir dès la fin du XIIe siècle et s'affirma au XIIIe siècle, surtout à partir de 1250 ».
La nouveauté du style surgit dans le traitement des silhouettes ainsi que dans celui des visages des évangélistes. Les peintres désirent rendre les volumes. Ainsi, les plis des vêtements laissent deviner les formes du corps humain ; proportions et attitudes sont moins stéréotypées. Aussi, la vigueur anime les couleurs, s'empare des bleus intenses, les verts sont plus brillants, les rouges moins carminés, et, l'or se répand. Les motifs ornementaux acquièrent également finesse et perfection. Ce monde comme en expansion s'éveille, l'âme des peintres insuffle la vie. Les particularités du style cilicien se manifestent encore que très discrètement dans cet Évangile de 1237 (Ms. 7700) conservé au Matenadaran. « Le coloris des miniatures (canons de concordance, portraits des évangélistes et pages de titre) est encore éloigné de la gamme généreuse et éclatante qui sera l'apanage de la peinture cilicienne à son époque de pleine maturité », signale Irina Drampian. Elle poursuit par cette analyse des couleurs avec profondeur et délicatesse et dévoile en négatif ce que sera bientôt cette enluminure : « les tons sont doux, assez peu nombreux, avec prédominance de vert finement nuancé, de bleu clair, de jaune pâle et de mauve combinés à l'or ». Elle conclut au sujet de l'harmonie de l'ensemble qui se juge surtout au détail : « Les proportions de canons ne possèdent pas l'harmonie parfaite qui caractérisera la miniature cilicienne vingt ans plus tard. L'ornementation n'a pas encore cette subtilité qui la rapprochera de l'orfèvrerie. Les détails iconographiques se fondent en masses volumineuses et l'on ne trouve pas la diversité et la richesse ornementale qui feront la splendeur des manuscrits ciliciens dans leur période d'apogée. Les oiseaux qui entourent les arcs des canons n'ont pas encore acquis le réalisme qu'ils gagneront dans les manuscrits postérieurs ». Le milieu du XIIIe siècle est une période de nouvelles phases dans la recherche des quêtes picturales. Les formes sortent de la rigidité des canons médiévaux, la peinture de la profondeur dans la composition s'élargit, les personnages acquièrent rondeurs, riche modelé et attitudes plus naturelles.

##### Toros Roslin

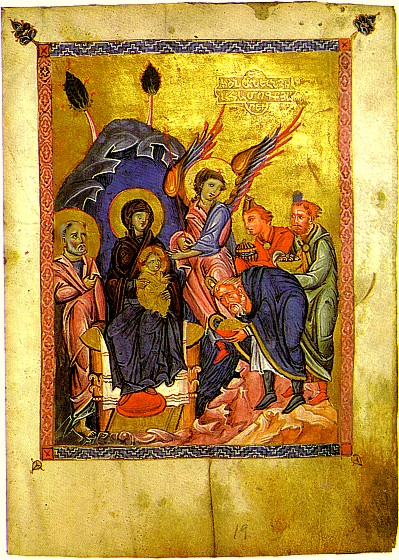
Manuscrit illustré par Toros Roslin, Évangile de Malatia, 1268.

Cette tendance au réalisme s'affirme avec la venue de Toros Roslin, (disciple d'un nommé Kirakos qui fut son prédécesseur immédiat, son contemporain plus âgé et sans doute son maître). Peu de détails biographiques sont connus, il en est de même pour les autres peintres de cette époque. D'après les colophons, de 1250 à 1260, il travaille à Hromgla. Le miniaturiste le plus en vue du scriptorium bénéficie de la protection de Constantin Ier. Il ne reste, à l'heure actuelle, que sept manuscrits signés de sa main. Ils sont exécutés à Hromgla entre 1256 et 1268. L'Évangile dit de Malatia date de 1268 (Matenadaran, Ms. 10675). Des sept manuscrits signés, c'est le plus tardif et le plus achevé.
Ce souci du réalisme est accompagné d'un rendu plus riche et complexe de l'espace : plans successifs dans la disposition des personnages, superpositions des zones spatiales, multiplicité des angles de vue, et même effets de perspectives. « Ces nouvelles tendances et procédés picturaux résultent d'une conception du monde qui a évolué et s'est éloignée des valeurs religieuses ; cette conception marque toute la culture cilicenne de cette période. Sans sortir des canons de l'art médiéval, Roslin a su les élargir considérablement par rapport à ses prédécesseurs et même à ses contemporains, et donner à sa peinture un dynamisme qui ne lui retire pas pour autant son caractère sublime ».
Roslin est un artiste de tout premier plan. Par sa gamme de couleurs franche et gaie, par ses nobles harmonies, ses alliances de bleu et d'or rehaussées d'un linéaire blanc moucheté de rouge, ses mauves pâles et ses verts veloutés, Roslin est d'un élégance rare. Ses personnages touchent par la justesse des proportions, par sa perfection et sa richesse du schéma ornemental, un goût irréprochable, un sens de la mesure dans le jeu des coloris, le choix des motifs d'ornement et dans l'introduction de détails empruntés à la réalité quotidienne. « Une solennité sereine émane de la peinture de Roslin, étrange fusion d'une joie paisible et d'une légère mélancolie. L'idéal esthétique de l'artiste transparaît dans la régularité des traits du visage de ses personnages, reflet de leur beauté spirituelle. Chez Roslin, le Christ n'a pas l'expression majestueuse et sévère de la transcendance. Il est empreint de douceur et de noblesse, traits qui devaient appartenir au monde intérieur de l'artiste lui-même. Roslin a voulu rendre l'image du Christ humaine et accessible à ses contemporains ».
Un autre manuscrit anonyme du Matenadaran a pu être attribué à Toros Roslin, mais il n'en reste que 38 feuillets. Il s'agit de fragments d'un Évangile de 1266 (Ms. 5458) exécuté au monastère de Hromgla, sur commande du roi Héthoum Ier. « La calligraphie est d'une grande beauté : les caractères noirs et dorés, au tracé subtil, les initiales et les motifs marginaux finement ornementés sont disposés sur la page avec un goût et une sensibilité remarquables. Il ne subsiste que deux miniatures marginales représentant le Christ. Une spiritualité profonde se dégage de leur perfection technique. Toutes ces qualités laissent supposer que ce manuscrit était l'un des plus beaux spécimens de l'art cilicien », affirme Irina Drampian dans son étude.
La période classique pour l'enluminure cilicienne est représentée par l'art de Roslin et des peintres de sa génération. L'étape suivante, soit 10 ou 15 ans après le dernier manuscrit connu de Roslin, sera une période de bouleversements des conditions historiques. Les vingt dernières années marquent la fin de l'apogée de l'État cilicien. Elle sera suivie d'un déclin, certes lent mais inexorable. Les Mamelouks égyptiens dévastent le pays et pillent le monastère de Hromgla en 1292. Les peintres qui suivent vont dans le sens d'un réalisme pictural et détériorent l'idéal de noblesse qui distingue l'art de leur illustre prédécesseur. Drampian constate : « les visages de leurs personnages reflètent parfois une certaine rudesse. Les silhouettes sont étirées et semblent déformées en comparaison avec celles de Roslin, dont les proportions avaient quelque chose d'hellénique ».

##### La miniature cilicienne après Toros Roslin

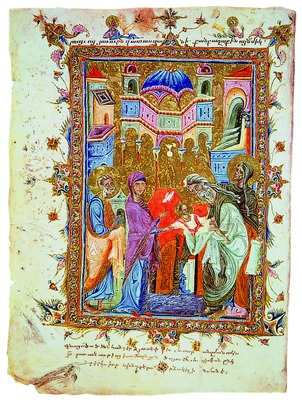
Présentation au Temple, Lectionnaire de Héthoum II.

Le glas de la période « classique » a sonné. À partir de 1280, une autre tendance apparaît : celle que l'on a qualifiée de « baroque arménien ». Ces manuscrits ont pour origine les monastères situés près de la ville de Sis. Le Lectionnaire (Matenadaran, Ms. 979) de 1286 est le manuscrit le plus somptueux et le plus richement illustré de cette période de toute l'histoire de l'enluminure arménienne. Commandé par le prince héritier (le futur Héthoum II à qui appartenait également l'Évangile de Malatia de Toros Roslin), ce manuscrit est orné de miniatures sur la presque totalité de ses feuillets dont le nombre dépasse quatre cents. Selon Drampian : « Le manuscrit reflète les nouvelles orientations prises par la peinture cilicienne à partir des années 1280. Les miniatures sont animées d'un mouvement intense. Il s'en dégage une expressivité convulsive et dramatique. Ces particularités se manifestent autant dans la structure générale de la miniature que dans des éléments de détail, comme la forme des silhouettes, les lignes de contour et le raffinement des tons, intenses et vibrants ». La tendance nettement orientale s'affirme alors, elle accentue le côté ornemental et pittoresque des ouvrages des peintres. En effet, place à la diversité, à la fantaisie et à la hardiesse dans la richesse des illustrations, reflet des contacts des miniaturistes arméniens de Cilicie avec l'art des autres peuples. Un exemple se trouve dans la miniature de Jonas jeté à la mer : le traitement des vagues, sous la forme de spirales profondes, n'est pas sans évoquer gravures et dessins chinois.

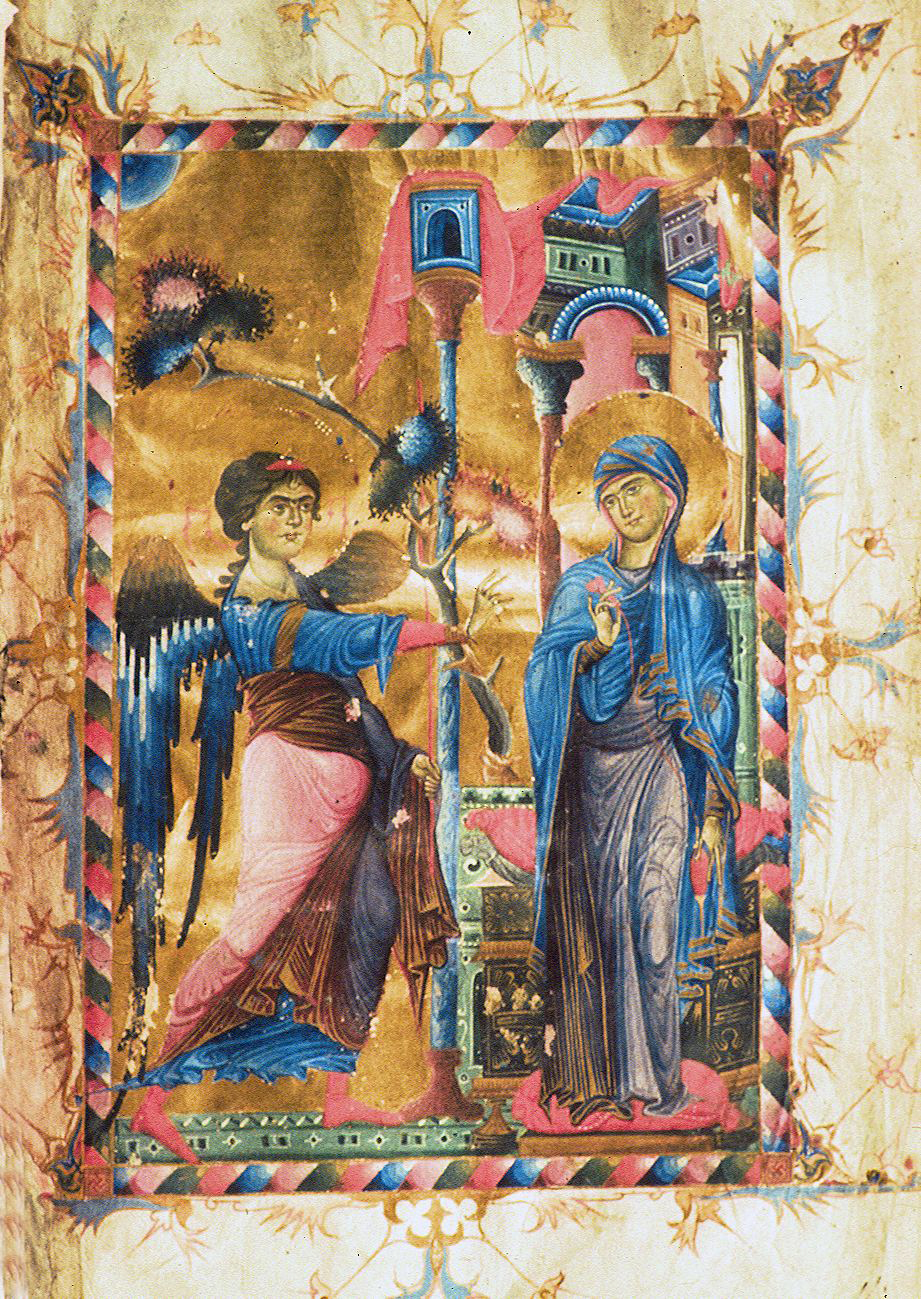
Annonciation par Hovhannès (Akner), Évangile de 1287 (Matenadaran, Ms. 197).

Un autre Évangile (Matenadaran, Ms. 9422), dont le colophon d'origine a été perdu puis remplacé au XIVe siècle, relate une histoire mouvementée du manuscrit quand il se trouvait au monastère Saint-Jean-le-Précurseur de Mouch. L'iconographe Irina Drampian rapporte en ces termes cette histoire : « Au milieu du XIVe siècle, les moines de ce monastère furent contraints de cacher une série de manuscrits, dont cet Évangile (Ms. 9422), pour les sauver des étrangers. Ils n'ouvrirent leur cachette que plusieurs années après et découvrirent que beaucoup de manuscrits avaient moisi et qu'on ne pouvait rien y lire, si bien qu'ils les enterrèrent. Heureusement, un certain diacre Siméon eut vent de la chose, déterra les manuscrits, les donna à restaurer, puis les restitua au monastère de Mouch. Malgré toutes ces mésaventures, cet Évangile conserve une étonnante fraîcheur, des coloris chatoyants et vibrants, et l'on admire l'esthétique de ses miniatures qui comptent au nombre des plus poétiques de l'art du livre en Arménie ». Ces moines enlumineurs avaient, pour le dire avec Gaston Bachelard, « la folle du logis » fort fertile. En effet, ils enterrent leurs trésors, mais ils ont aussi beaucoup de fantaisie dans leur imagination, et il n'est pas toujours aisé de déchiffrer leur fantaisie. « Il est hors de doute que les miniaturistes ciliciens connaissaient les écrits de Nersès le Gracieux, puisqu'ils leur étaient destinés. Mais ils se gardaient d'observer à la lettre les prescriptions données. Ils ne tenaient pas toujours compte du sens symbolique attribué à certains motifs et les regroupaient selon leur propre fantaisie, de manière à obtenir des effets purement décoratifs. Si les oiseaux qui se désaltèrent dans l'eau d'un bassin figurent les âmes assoiffées d'immortalité, si les grenadiers qui cachent la douceur de leurs fruits sous une écorce symbolisent la bonté des prophètes, si les palmiers élancés représentent la justice qui s'élève vers le ciel, il est plus difficile d'expliquer la présence dans les canons d'éléments tels qu'une silhouette humaine à tête de singe ou de chèvre qui tient à la main une fleur ou une corne d'abondance, des danseuses ou des cavaliers nus, etc. Peut-être ont-ils été inspirés par la vie qui bouillonnait autour des artistes, avec ses représentations de cirque, ses mystères, ses chasses. Ils sont aussi certainement le fruit de l'imagination fertile des enlumineurs ».

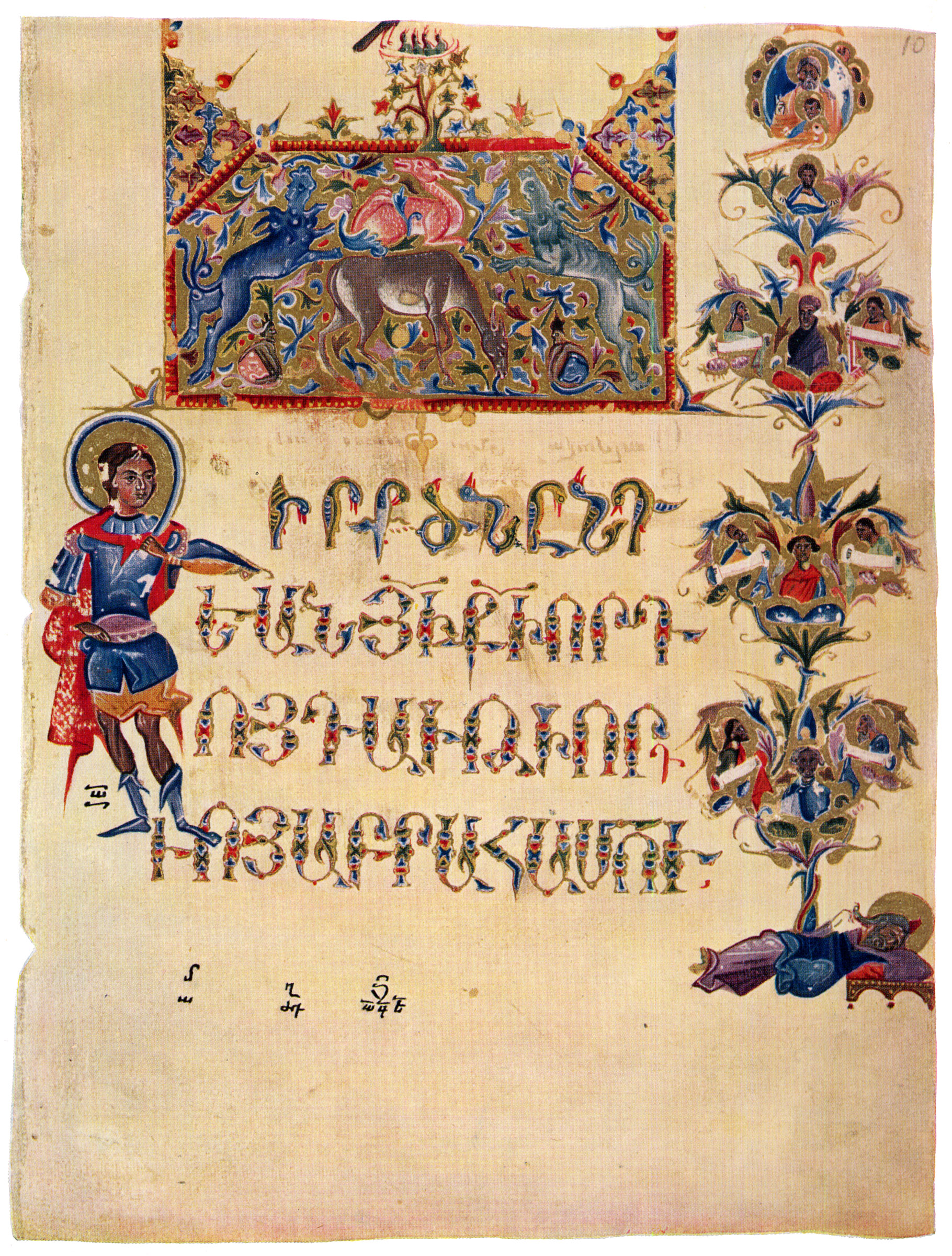
Page de titre de l'Évangile de Matthieu, Évangile des Huit Peintres.
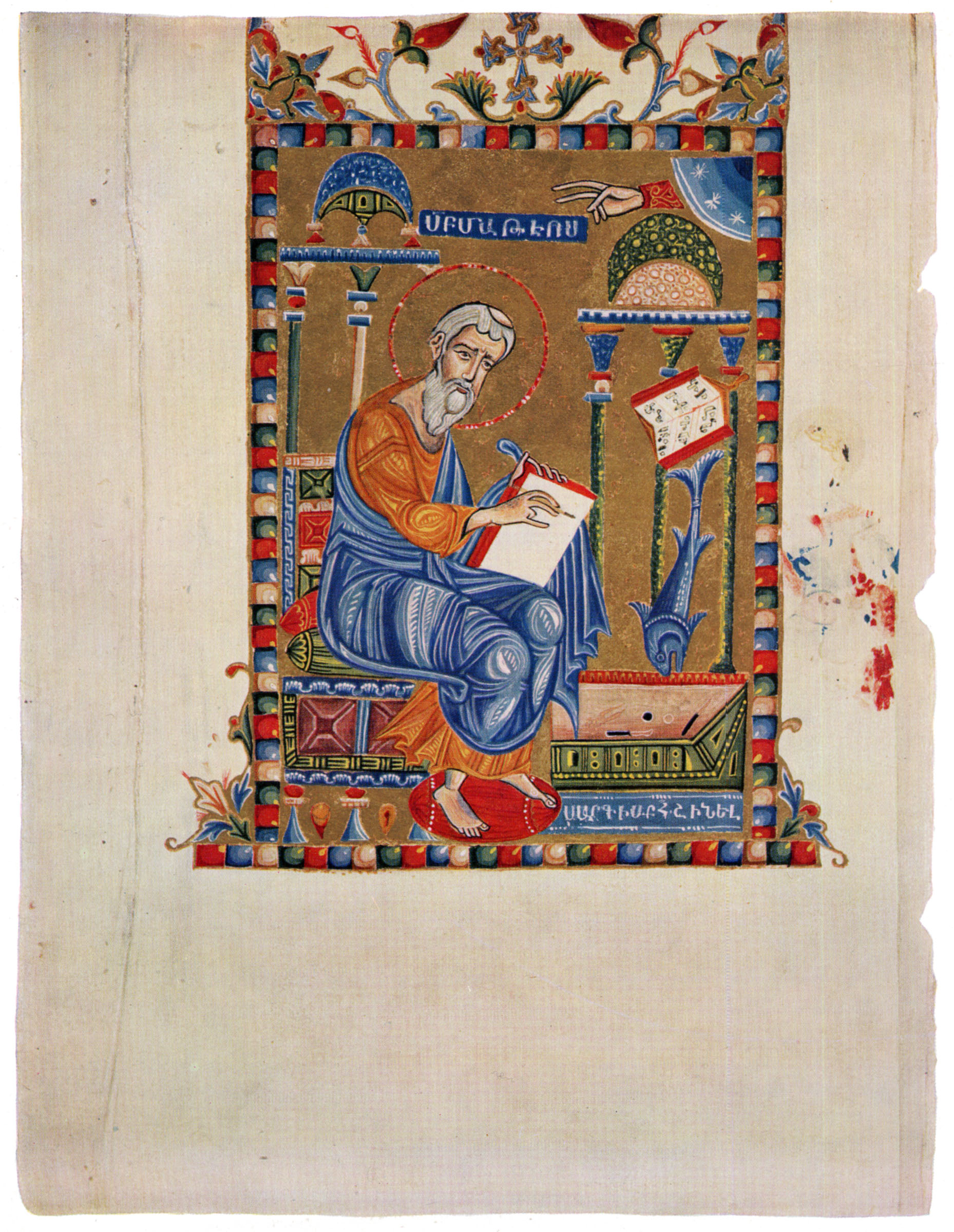
Matthieu, par Sargis Pitsak, Évangile des Huit Peintres.
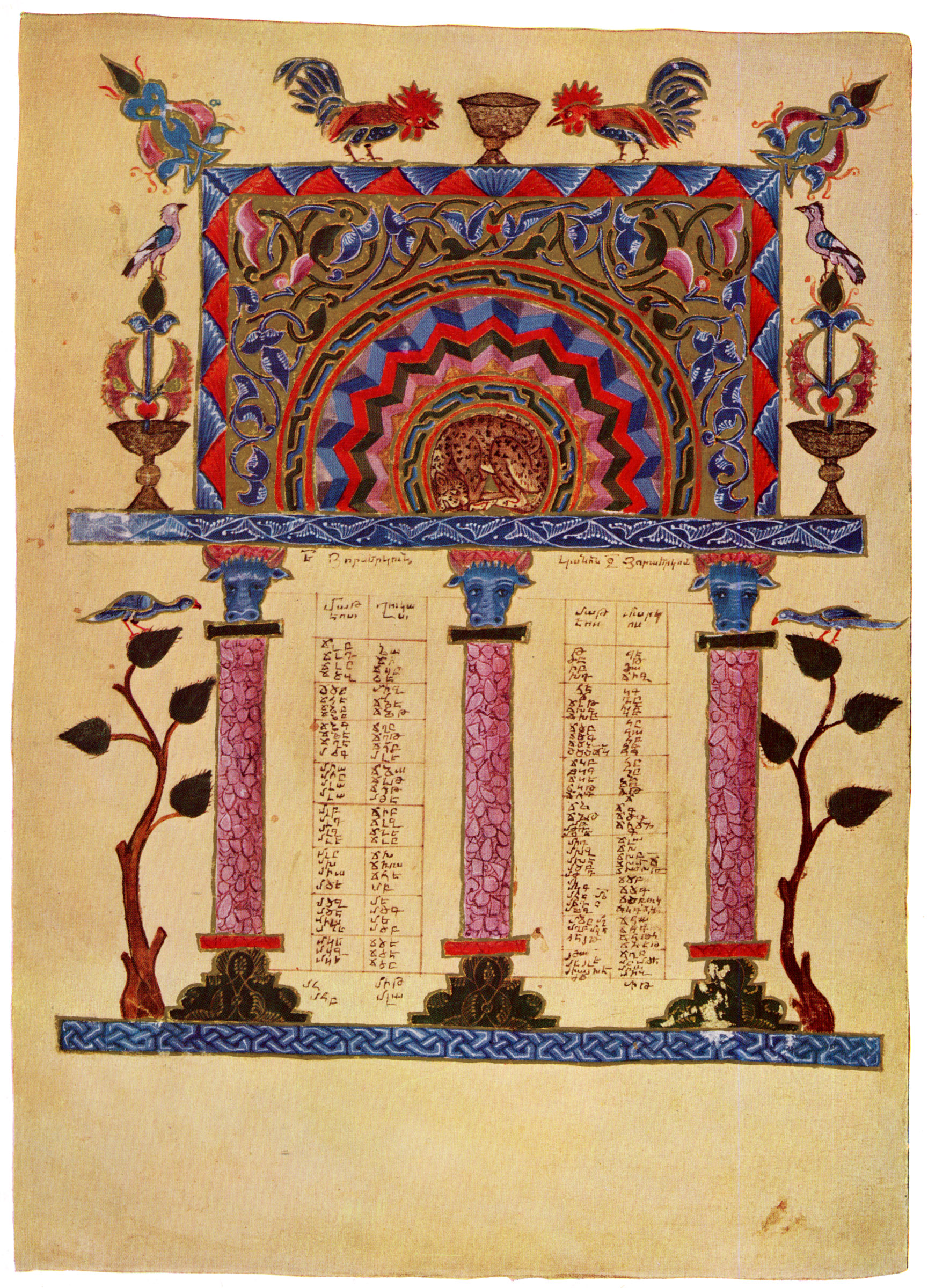
Tables canoniques, Évangile de Smbat.
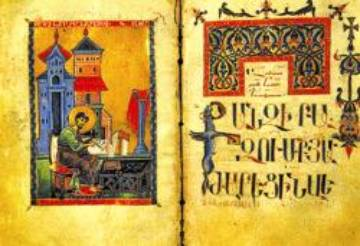
Premières pages de l'Évangile de Luc, Évangile de Smbat.

Un autre Évangile est entré dans l'histoire du livre arménien sous le nom d'Évangile des Huit peintres (Ms. 7651). Il fait aussi partie des plus beaux monuments de l'art cilicien conservés au Matenadaran, par le caractère de ses illustrations. Pas de miniature en pleine page, mais en bandes horizontales ; fait rarissime dans l'enluminure arménienne et qui dénote une influence byzantine. Avétis, calligraphe cilicien, l'a copié sans doute à Sis, à la fin du XIIIe siècle. Dans un colophon de 1320, l'évêque de Sébaste, Stépanos, second propriétaire du manuscrit qu'il avait reçu en cadeau du roi Oshin, relate l'histoire de cet Évangile : « Moi, l'indigne Stépanos, évêque de Sébaste, pasteur et brebis égarée, auteur médiocre (de cette inscription), suis allé en Cilicie, pays béni de Dieu, pour adorer les reliques de saint Grégoire et y ai reçu un accueil plein d'estime et de respect de la part du patriarche Constantin et du roi Oshine. Et le pieux roi Oshine a voulu me faire un cadeau, à moi, indigne, et, méprisant les biens temporels, j'ai désiré posséder un Évangile. Sur l'ordre du roi, j'ai pénétré dans la réserve du Palais où étaient rassemblés les livres saints, et celui-ci m'a plu entre tous, car il était d'une belle écriture rapide et décoré d'images polychromes, mais il était inachevé : une partie était terminée, une autre n'était que dessinée et beaucoup d'espaces étaient restés vierges. J'ai pris le manuscrit avec une grande joie, me suis mis à la recherche d'un artiste habile et ai trouvé Sarkis, dit Pitsak, prêtre vertueux et fort compétent en matière de peinture. Et je lui ai donné 1 300 drachmes, fruit de mon travail honnête, et il a accepté ; avec un soin extrême, il a achevé et complété les illustrations manquantes et leur dorure, pour ma plus grande joie. Tout fut achevé en l'an 769 (1320 du calendrier arménien), en des temps amers, difficiles et épouvantables, dont je considère comme superflu de parler...». Pitsak demeure aujourd'hui encore un peintre d'une grande habileté. Il jouissait d'un grand prestige auprès des miniaturistes de l'école du Vaspourakan des XVe et XVIe siècles. Il en imposait par la richesse ornementale de sa peinture, plus familière et plus accessible, il est vrai, aux artistes issus du peuple que par la recherche et la finesse des miniatures du XIIIe siècle. Ce peintre plutôt froid, ne tient pas compte de toutes les nouveautés introduites dans l'enluminure par Roslin et ses successeurs. Pour l'analyste des iconographies, Irina Drampian : « ses miniatures ne comportent ni architectures, ni paysages. Les silhouettes sont disposées sur un fond or parsemé de motifs ornementaux. Les personnages ne sont pas vraiment traités en figuration plate, mais le peintre n'a aucun souci de rendre le volume du corps humain, ni de donner aux silhouettes des poses naturelles. Les attitudes sont conventionnelles et peu expressives, tandis que le modelé des visages est obtenu par une large utilisation des lignes graphiques plus que par le jeu de la couleur. Les contours ont perdu toute expressivité et tout caractère plastique, tandis que les formes se sont alourdies. Les tons mauves, lilas et vert tendre ont complètement disparu de la gamme des couleurs pour faire place à des coloris sans nuances. Le rouge vif est associé au bleu et au brun gris, et l'or est largement utilisé ». Mais les peintres arméniens modernes comme Arshile Gorky et Minas Avétissian tiendront compte de ces leçons de peinture, celles de Toros Roslin comme celles de Sargis Pitsak et s'en inspireront selon leurs traditions nationales qu'ils réinventeront.
L'œuvre de ces miniaturistes sonne la fin de l'âge d'or de l'enluminure cilicienne. Son histoire subira une cassure brutale au début du XIVe siècle. La manière sobre de Toros Roslin n'est plus au goût du jour. Le style dynamique de la fin du XIIIe siècle est déjà loin, les enlumineurs du XIVe siècle se rapprochent par leurs miniatures de l'iconographie de l'Orient. « Ce tournant brusque de l'art du livre en Cilicie coïncide avec des événements dramatiques qui bouleversent la vie politique et sociale du pays. Les incursions dévastatrices des mamelouks égyptiens ont porté un coup fatal à la Cilicie, déjà affaiblie par les querelles intestines, causant la chute du royaume à la fin du XIVe siècle ». Sarkis Pitsak est donc le dernier grand peintre cilicien et le plus fécond, il illustre de sa main plus de 32 manuscrits. Et, s'il est une date tragique à retenir, c'est celle de la prise de la capitale, Sis, par les armées du sultan d'Égypte en 1375.
L'une des pages les plus brillantes dans l'histoire séculaire de l'art arménien est celle de l'enluminure, et avant tout, celle du XIIIe siècle. C'est une étape importante de l'art du livre au Moyen Âge. Pour Irina Drampian, qui a étudié de près l'enluminure cilicienne : « Grâce à la perfection artistique atteinte par quelques générations de peintres et à l'adoption d'un style qui anticipa sur celui de la peinture byzantine sous les Paléologues, la miniature cilicienne devint au XIIIe siècle l'une des écoles nationales les plus novatrices de tout l'Orient chrétien ».

#### La miniature des «colonies arméniennes»
Pour un article plus général, voir Diaspora arménienne.
Pendant des siècles, les Arméniens ont fui les guerres et les invasions qui frappèrent leur pays. Parmi les miniatures ayant survécu, un certain nombre proviennent des « colonies arméniennes », c'est-à-dire ces différentes régions du monde où des Arméniens s'étaient installés provisoirement, et parfois même durablement. Ainsi, la Grèce, l'Italie, l'Iran, la Russie, la Bulgarie, la Roumanie, la Pologne, l'Inde, l'Égypte et tant d'autres pays ont accuelli la diaspora arménienne. Les Arméniens entraient ainsi en contact avec l'art des pays où ils avaient trouvé refuge, mais ils conservaient toujours leurs traditions nationales. Parmi ces nombreuses colonies, celle de Crimée demeure l'une des plus importantes et elle atteint son plein épanouissement au XIVe siècle, ainsi qu'au XVe siècle.

##### La Crimée
Trois cents manuscrits arméniens venus de Crimée sont au Matenadaran ; ces œuvres sont au carrefour de traditions, d'écoles et de tendances diverses. L'ascendant des cultures grecque et italienne prédomine, car elles sont connues par l'intermédiaire des émigrés de ces pays implantés en Crimée. Selon Emma Korkhmazian, « l'art du livre fait preuve tout d'abord d'un certain éclectisme. Mais avec le temps, on assiste à la formation de caractères propres des Arméniens de Crimée, tels que l'association dans un même manuscrit du dessin graphique et de la miniature peinte : à côté des miniatures à sujets polychromes, les motifs ornementaux ne sont colorés que d'un ou deux tons appliqués en dégradé léger. Les couleurs des miniatures à sujets sont légèrement assourdies. Elles sont posées en couches épaisses et compactes. L'association la plus fréquente est celle du bleu sombre et du mauve, tandis que le rouge, le jaune et l'ocre ne sont utilisés qu'avec modération. Les peintres les plus représentatifs de ces deux tendances sont Avetis, Arakel, Kirakos et Stépanos. Cette école se caractérise d'une part par l'application pâteuse de la couleur, une manière picturale sans grande finesse et une tendance à la généralisation des formes, mais aussi par une grande minutie dans le traitement des personnages et surtout de leurs visages ». L'art byzantin, dit de la « Renaissance des Paléologues », a laissé une trace dans l'école de Crimée.

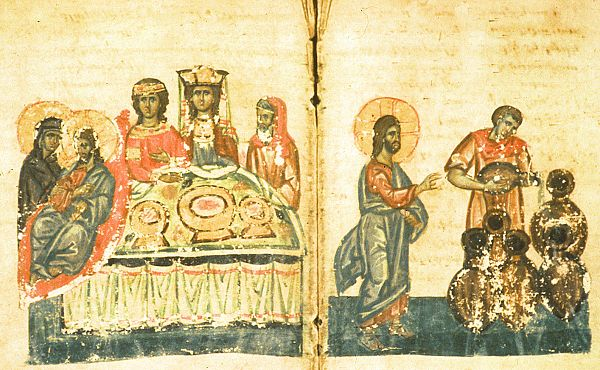
Noces de Cana, Évangile de 1332 (Matenadaran, Ms. 7664).

L'Évangile de 1332 (Matenadaran, Ms. 7664), copié et illustré à Sourkhat (actuellement Staryï Krym) porte l'empreinte de cet art byzantin qui fait preuve de liberté et de hardiesse, avec cette volonté de rendre le volume, son habileté à placer les personnages dans des attitudes les plus variées, d'où l'éclat de son dynamisme : « la verve de certaines miniatures en fait de véritables scènes de genre. On pense en particulier à l'épisode des Marchands chassés du Temple, au cycle consacré à la vie de l'évangéliste Jean et à la Passion du Christ. L'ovale légèrement allongé des visages, leur modèle délicat, des coloris doux et presque un peu ternes, des ombres légères d'un vert glauque, sont autant d'éléments insolites pour des miniatures arméniennes. Ils évoquent plutôt les modèles byzantins ou slaves du Sud du début du XIVe siècle. Chaque miniature se détache sur la blancheur du fond avec une netteté et un éclat qui rappellent la peinture de chevalet ».
En 1375, de nombreux et nouveaux émigrants exilés du royaume arménien de Cilicie arrivent en Crimée, avec eux un grand nombre de manuscrits, mais surtout l'Évangile des Huit Peintres, l’Évangile de Smbat, et un manuscrit illustré par Sarkis Pitsak. Les miniaturistes de Crimée ajoutent leurs propres illustrations à ces manuscrits. L'art italien instille un souffle novateur et il est particulièrement sensible dans les œuvres d'un peintre du XIVe siècle : Hovhannès. Ce peintre s'efforce, au moyen de contrastes chromatiques, mais surtout par le jeu des clairs-obscurs, de rendre le volume.
Parmi les manuscrits du Matenadaran qui n'ont pas conservé de colophon figurent trois Évangiles du XIVe siècle (Ms. 318, Ms. 4060 et Ms. 7699) dont l'origine vient récemment d'être établie à Sourkhat en Crimée. Le style de leurs miniatures réalise une synthèse de traditions ciliciennes et du style dit de la « Renaissance des Paléologue », avec ses réminiscences hellénistiques et son aspiration à un rendu plus réel et pictural. L'utilisation du jeu du clair-obscur domine le jeu des contrastes, on remarque un mélange des principes picturaux et un traitement académique jusque dans le détail. L'esprit novateur se révèle dans le traitement des personnages : « leurs silhouettes ramassées, presque palpables, sont construites avec plus de liberté. Leurs visages aux traits animés et la douceur générale des formes rapprochent les illustrations de ces trois Évangiles de la peinture des Slaves du sud à la même époque ».

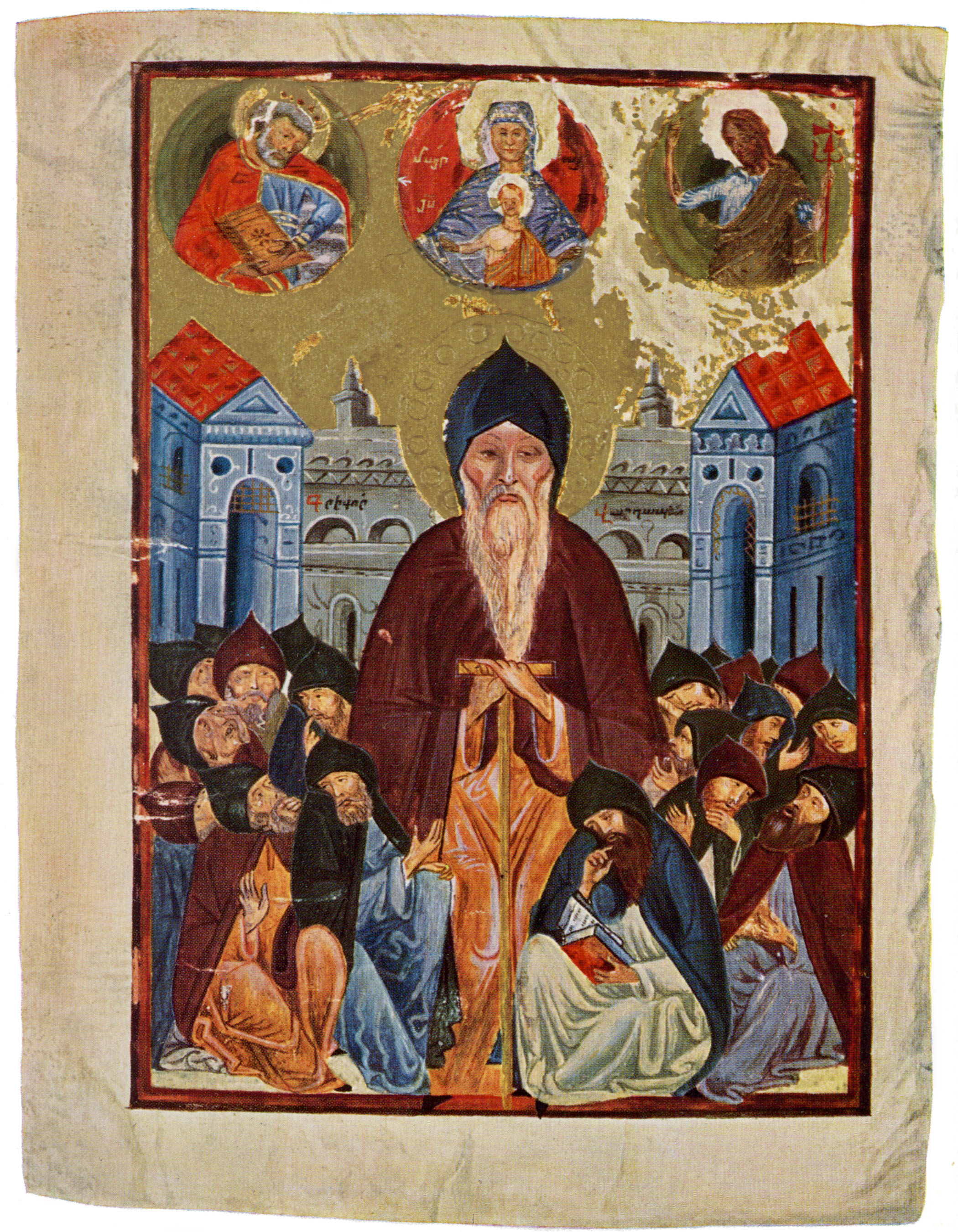
Portrait de Grégoire de Tatev, Ms. 1203, Matenadaran.

Parmi les œuvres distinguées, l'une d'entre elles représente Grigor Tatevatsi dans l'Évangile (Matenadaran, Ms. 1203). Le recteur de l'université de Tatev est ici peint au milieu de ses élèves, avec une église pour fond de composition. Les traits du visage sont très détaillés, personnalisés donc, et correspondent à une description écrite du physique même de Grigor Tatevatsi. Ce qui attire le regard de l'observateur, c'est la présence rare et frappante d'un vrai portrait de la fin du XIVe siècle. L'art arménien du portrait date du Ve siècle, selon Agathange et Moïse de Khorène dans les manuscrits des copistes (non conservés) des enluminures arméniennes ; en revanche, le plus ancien des portraits conservés date de 1007. Ce portrait commandé par Hovhannès est conservé à la bibliothèque nationale de la ville de Venise (Évangile Ms. 887).

##### Les autres colonies
En dehors de la Crimée, le plus ancien et le plus important des manuscrits, par le fait de sa richesse de son ornementation, est une partie de la Bible copiée et illustrée à Bologne (Matenadaran, Ms. 2705) qui date de la fin du XIIIe siècle, selon les dernières recherches. Après la chute de Constantinople en 1204, un certain nombre de peintres émigrent notamment en Italie, « où ils exercèrent jusqu'au début du XIVe siècle une influence non négligeable sur le développement des arts. Les illustrations de la Bible de Bologne sont d'une élégance raffinée et témoignent d'un goût artistique certain. Les tons sont doux et très nuancés, les formes modelées avec une grande finesse de détail, tandis que les compositions révèlent une maîtrise peu commune. L'apport occidental se manifeste dans l'apparition de sujets nouveaux, tels l'Apocalypse ».
À partir du XVe siècle, sans être assimilés au catholicisme, de nombreux Arméniens se convertissent, mais restent fidèles à leur culture d'origine. En ces périodes de vitalité, à Venise est publié en 1511 le premier livre arménien imprimé. Au début du XVIIIe siècle, sur une île non loin de Venise, un monastère arménien est fondé par Mékhitar de Sébaste. Sa congrégation possède une riche bibliothèque, un fonds de manuscrits, un musée et une typographie qui font de ce lieu un îlot de culture arménienne sur le territoire de l'Italie : l'île Saint-Lazare de la Congrégation des pères mékhitaristes.

### Déclin

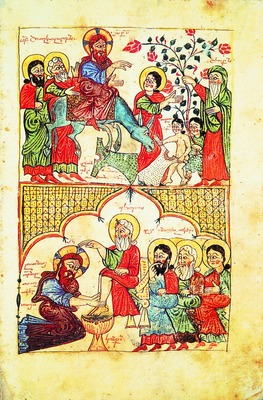
Entrée à Jérusalem de Hovhannes Khizanetsi, Évangile de 1392 (Matenadaran, Ms. 3717).

Cette apothéose subit les effets négatifs des conquêtes mongole et mamelouke, qui donnent naissance à une nouvelle vague de diaspora, notamment vers la Crimée. En Grande-Arménie, la production de miniatures décline après 1350 et jusqu'aux invasions de Tamerlan, en 1386-1387, 1394-1396 et 1399-1403. Au début du XVe siècle, l'Arménie septentrionale (principalement Tatev) livre encore quelques manuscrits enluminés, dans un style « assez neuf, fougueux et animé », tandis que la région du lac de Van produit des miniatures à la facture « plus classique, statique et monotone », avant de laisser place à un double courant. La tradition picturale tardive de la Grande-Arménie se développe ainsi à Khizan, où elle intègre des influences perses, et se manifeste par une palette « plus riche et nuancée », « des couleurs vives, des compositions dynamiques et pleine d'émotion, des silhouettes allongées ». L'école de Van, par contre, mène à un renouveau s'appuyant sur les modèles ciliciens tardifs, à la recherche d'une expression plus raffinée ; liée au catholicossat d'Aghtamar, cette école donne naissance à des « compositions qui envahissent tout l'espace disponible, richement colorées de teintes soutenues, rehaussées d'or », illustrées notamment par un Minas, et stimule « durablement l'évolution de la peinture arménienne jusqu'au XVIIe siècle ».

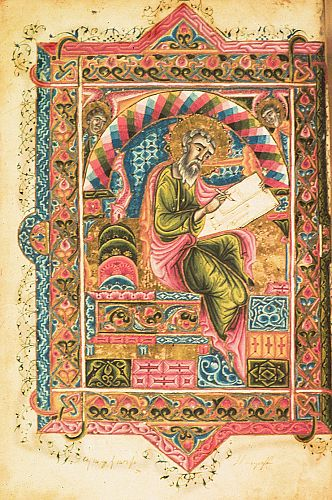
Saint Matthieu par Hakob de Djoulfa, Évangile de 1610 (Matenadaran, Ms. 7639).

La fin du XVe et la première moitié du XVIe siècles voient toute production s'arrêter, avant de renaître timidement, notamment à nouveau à Khizan, avec un Hakob de Djoulfa. Le XVIe siècle consacre l'apparition de la miniature dans les ouvrages historiographiques, ce qui était exceptionnel auparavant, traduisant probablement une intention de préservation de l'identité nationale, avec par exemple Karapet de Berkri (dès la fin du XVe siècle), ou les enlumineurs de deux copies du Roman d'Alexandre ; les illustrations abondantes font preuve de davantage de liberté, le cycle christologique s'enrichit, le style est surtout décoratif mais n'exclut pas une expressivité monumentale, et les couleurs sont éclatantes. Les commanditaires évoluent également : ils sont alors des marchands ou des artisans, ce qui traduit une certaine laïcisation du manuscrit arménien. L'imprimerie arménienne fait entre-temps ses débuts, à Venise (dès 1511) et à Constantinople, puis à La Nouvelle-Djolfa (en 1630).
Au XVIIe siècle, l'art de la miniature s'exprime principalement dans les colonies de Crimée, de Pologne, d'Italie et de Jérusalem, où il connaît une première tendance à l'uniformisation. La tradition cilicienne se perpétue à Constantinople, tout en se rapprochant de l'exemple criméen (notamment au niveau de la palette) et en innovant : de nouveaux thèmes iconographique issus de l'Ancien Testament apparaissent, ainsi que de nouveaux procédés picturaux (perspective, modelé), au contact des livres européens. La production de La Nouvelle-Djoulfa voit quant à elle coexister les styles arménien, perse, européen, voire extrême-orientaux. Une vague de standardisation (sur Constantinople) ne tarde cependant pas à se former, ainsi qu'une occidentalisation s'inspirant des gravures européennes, pour produire de derniers fleurons au XVIIIe siècle, comme un Livre des prières de Grégoire de Narek réalisé en 1762 à Constantinople.

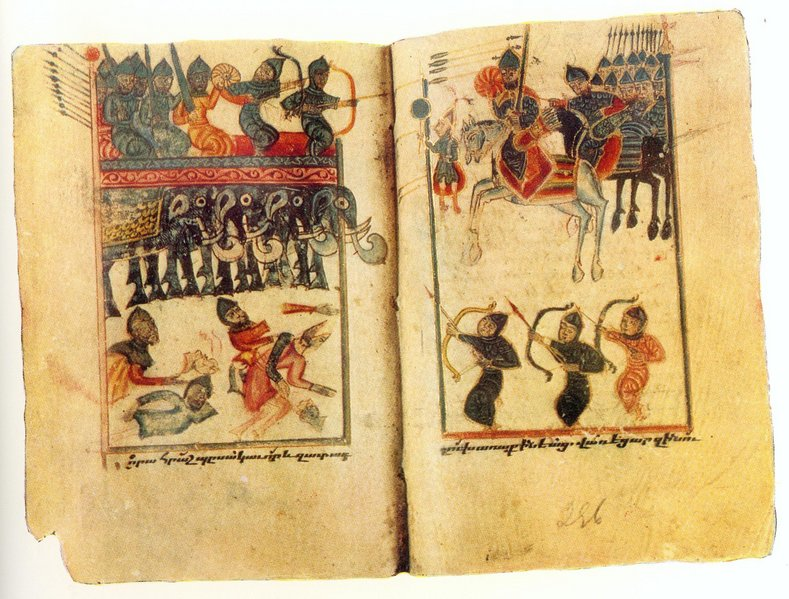
Bataille d'Avarayr par Karapet de Berkri, Hymnaire de 1482 (Matenadaran, Ms. 1620), région de Van.

Supplantés par l'imprimerie, les manuscrits ne sont plus produits par nécessité mais par pure piété, pour leur qualité esthétique. La miniature arménienne disparaît quant à elle définitivement à l'orée du XIXe siècle, « mais l'histoire de l'art n'oublie aucune de ses pages de gloire, et la miniature qui reflète avec bonheur la noblesse de l'idéal esthétique du Moyen Âge, continue à faire partie des trésors de la culture mondiale ».

## Matériel
Le support utilisé pour la réalisation des miniatures arméniennes est celui des livres arméniens : du parchemin jusqu'au XIIe siècle, ou du papier ; celui-ci, bien que déjà présent au Xe siècle, est alors utilisé majoritairement (56 % des manuscrits au XIIe siècle, 66 % au XIVe siècle, 80 % au XVe siècle) et finit par éclipser le parchemin. Ce support est assemblé dans des codex, plié ; le format 8-folio est le standard, bien que le 12-folio se généralise en Cilicie au XIIIe siècle.
L'enlumineur officie après le copiste (sauf pour les tables des canons) ; il débute par « le décor non figuratif, frontispices, lettres ornementales, décors marginaux, pour finir par les miniatures » proprement dites.
Les pigments utilisés par les enlumineurs arméniens sont principalement des préparations d'oxydes métalliques, ce qui contribue à la brillance de leurs œuvres : le cobalt pour les bleus, le fer pour le rouge brunâtre, le cuivre pour les verts, l'antimoine pour les jaunes. L'or est quant à lui utilisé sous forme de fines feuilles coupées et collées sur la feuille du manuscrit, ou réduit en poudre transformée en peinture. Des pigments organiques sont également employés, comme le carmin de cochenille, ou la gomme-gutte pour les jaunes, produite à partir de résine d'espèces de la famille des Clusiaceae. Enfin, les os calcinés produisent différentes substances utilisées pour le blanc ou pour le noir.
Les liants utilisés sont le plus souvent la gomme arabique et l'huile.

## Influences dans l'art arménien moderne

### Peinture arménienne
Alors que l'art de la miniature arménienne décline peu à peu, une transition, peu étudiée jusqu'à présent, s'effectue entre celui-ci et la peinture sur toile au XVIIe siècle ; des artistes exercent leur talent à la fois en miniature et en peinture, comme Minas et Ter Stepanos Cette transition conduit ainsi à la peinture arménienne moderne.
Les peintres arméniens, comme les autres peintres de cultures différentes, n’ont jamais cessé de plonger leur regard dans ce qu’avaient accompli les maîtres des temps passés de leur culture nationale. En effet, en 1944, le peintre arménien Arshile Gorky, un expressionniste abstrait, cet « oublié de l'abstraction », écrit des États-Unis d’Amérique une lettre à sa sœur et lui parle de sa passion pour un peintre enlumineur, Toros Roslin. Il note : « Toros Roslin est la Renaissance. Quelle électricité l'homme contient-il ! Pour moi, il est le plus grand artiste que le monde ait produit avant l'époque moderne, et son utilisation des dimensions n'est surpassée que par le cubisme. Une dimensionnalité magistrale, insurpassée. Je m'incline devant notre Toros ».

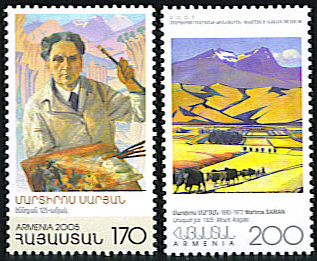
Martiros Sarian, autoportrait et Mont Aragats (1925), timbres-poste arméniens.

« La dimension d’un dessin », d’une peinture ou d’un portrait « est le rapport entre l’objet dessiné et l’objet pris en nature ». Pour Gorky, Toros Roslin possédait déjà dans ses miniatures épaisseur, profondeur et perspective, d’où son expression de « dimensionnalité magistrale » ; certes, si le cubisme représentait un pas supplémentaire, voir un visage en même temps de face et de profil, Toros n’avait pu imaginer au Moyen Âge, cette possibilité d’un autre angle de vision, cette autre dimension. Dans les Voix du silence, André Malraux réfléchit autour de l’art pictural : « … une peinture à laquelle la conquête de la troisième dimension avait été essentielle et pour laquelle l’union entre l’illusion et l’expression plastique allait de soi. Union qui voulait exprimer non seulement la forme des objets, mais encore leur manière et leur volume… c’est-à-dire atteindre à la fois la vue et le toucher ».
Quant à Minas Avétissian, sa propre méditation à propos des enlumineurs vient surtout de l’école du Vaspourakan avec ses particularités stylistiques. En effet, dans certaines miniatures, composition et traitement des scènes sont soumis à un tracé linéaire sans figuration de profondeur. « La ligne devient alors le principal moyen d’expression et elle acquiert de la vivacité grâce à l’emploi de couleurs pures et vibrantes », selon les iconographes Akopian et Korkhmazian. Et, de fait, l’emploi du rouge écarlate en opposition au bleu outremer et à la terre de Sienne, comme éléments de décor, sans profondeur donc, cette utilisation des couleurs pures et vibrantes aux puissants accords chromatiques fait penser aux miniatures arméniennes de la Grande-Arménie. Cet emploi des couleurs dans leur pureté et leur vibration a un but. D’une part, il s’agit de toucher directement à l’émotion, retenue chez Roslin, selon l’idéal esthétique du Moyen Âge, mais exacerbée et ardente chez Martiros Sarian, véhémente et palpitante, voire tragique dans toute sa matière chez Minas Avétissian. D’autre part, il s’agit donc d’atteindre par l'œil et la main, par la ligne et les couleurs, par la force de l'émotion picturale, l’inconscient du spectateur ; en lui faisant franchir les barrières de la raison, pour lui parler au sens symbolique, sans le faire passer par le déchiffrement des formes, dans l’absence de perspective, comme chez les miniaturistes de l’âge d’or. Ainsi, les peintres arméniens de l’époque moderne semblent plus proches des enlumineurs du Moyen Âge que de bien des peintres d’autres périodes de l’histoire de l’art arménien. Bien avant Le Caravage et son invention technique du clair-obscur : « Toros est la Renaissance », conclut Arshile Gorky.

### Cinéma arménien

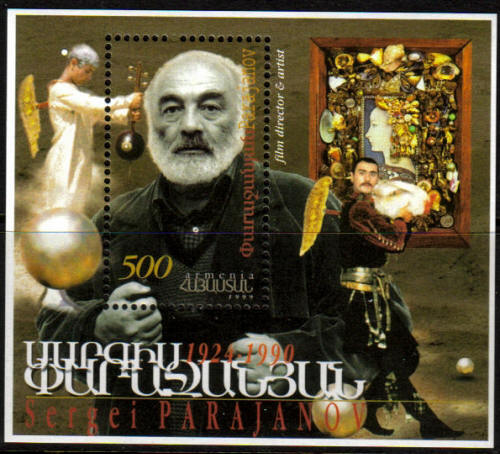
Sergueï Paradjanov, timbre-poste émis par la Poste arménienne.

L'art de la miniature a aussi influencé le cinéma arménien. Sergueï Paradjanov (Sarkis Paradjanian), l'auteur de Sayat-Nova, film allégorique à propos de la vie du poète, avait beaucoup réfléchi sur l'art de la miniature, sur l'époque médiévale et son rapport à l'espace et au temps dans leur représentation. En effet, au Moyen âge, la construction de l'espace selon les règles de la perspective est encore ignorée. En revanche, un feuilletage de plans superposés est utilisé, à partir d'une surface où les personnages et les différents éléments du décor viennent s'inscrire. La hiérarchie des figures et des éléments est suggérée par la taille, l'alternance rythmique des couleurs, le code symbolique des gestes, celui des postures hiératiques, comme celui, plus vivant, des scènes de vie populaire. La composition de l'espace en lieux correspond à une conception spécifiquement médiévale. Par ailleurs, le temps est exprimé par l'espace : par la juxtaposition de lieux différents qui constituent autant de moments différents d'une histoire, et ainsi rassemblés produisent du sens. La richesse de l'image est la caractéristique la plus frappante. « En puisant dans la poésie et la culture arméniennes sans craindre de croiser les influences perses, l'un des berceaux de l'alchimie, le cinéaste rencontre la tradition hermétique. Elle se trouve indissolublement attachée aux images et aux motifs avec lesquels il agence ses plans. D'où la tonalité énigmatique des tableaux, proche du fantastique entravé dont parle Roger Caillois à propos des allégories alchimiques ». Le film tout entier est une expression de l'imaginaire matériel, c'est-à-dire « l'art de se tenir au plus près des éléments, des matières, des textures, des couleurs ».
Dans un article du journal Libération, en 1982, Serge Daney, critique cinématographique, reprend les propos du cinéaste : « il m’a semblé qu’une image statique, au cinéma, peut avoir une profondeur telle une miniature, une plastique et une dynamique internes » notait Paradjanov. L'auteur de Sayat-Nova a beaucoup médité sur la miniature arménienne, il déclarait : « J'ai pensé que le cinéma pouvait être statique par l'image, comme peut l'être une miniature persane ou indienne, et avoir une plastique et une dynamique intérieures. C'est pour cela que Sayat Nova a été différent de mes films précédents, lorsque j'ai réfléchi et travaillé sur les miniatures religieuses arméniennes, pleines de spiritualité et de poésie. Elles ont éveillé en moi un étonnant sentiment de vénération ». Et son regard s'est métamorphosé au contact de ces miniatures. En effet, comme dans la miniature arménienne, la profondeur de chaque image-tableau est gommée en fixant un fond à l’image. La perspective s'efface au profit d'une vision constituée d'une riche matière faite de détails et d'ornementation. Ainsi, le cinéaste restitue la profondeur vivante du mythe, entre visible et invisible, il perpétue le lien élaboré au fil des siècles entre tradition et modernité.

## Conservation

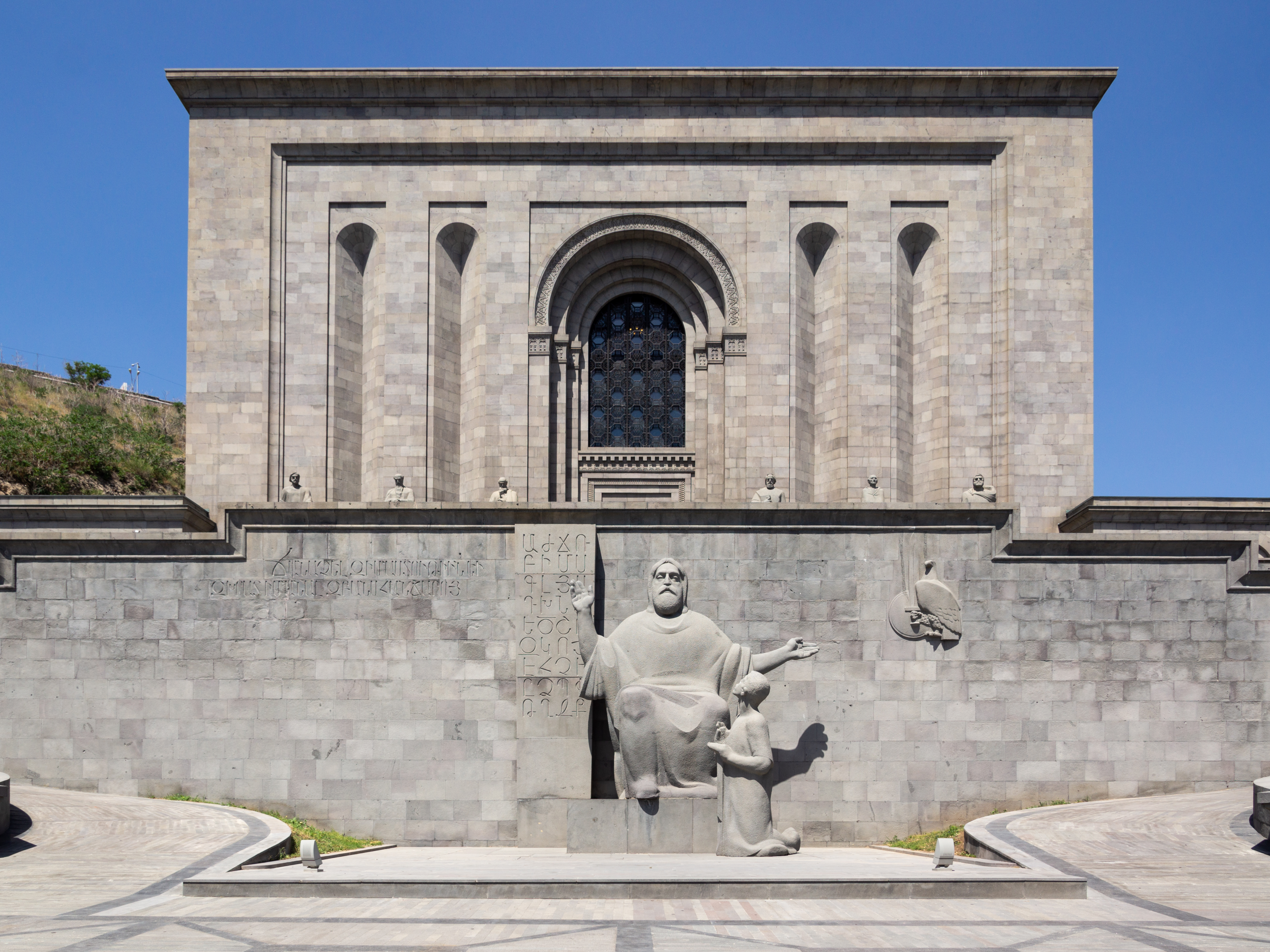
Entrée principale du Matenadaran.

Sur les 30 000 manuscrits arméniens actuellement répertoriés dans le monde, environ 10 000 sont ornementés, et entre 5 000 et 7 000 d'entre eux contiennent une ou plusieurs miniatures (dont le nombre total se compte en dizaines de milliers). On retrouve ces manuscrits ornementés (dont la plupart sont religieux : seuls 5 % d'entre eux sont profanes) dans la plupart des musées et des grandes bibliothèques du monde ; les principaux endroits de conservation sont les suivants :
- Institut Machtots de recherches sur les manuscrits anciens, dit « Matenadaran » (Erevan, Arménie) : sur les plus de 10 000 manuscrits arméniens qui y sont conservés, un tiers est ornementé[134].
- San Lazzaro degli Armeni, monastère de la Congrégation des pères mékhitaristes (Venise, Italie) : 4 000 manuscrits y sont conservés[133].
- Patriarcat arménien de Jérusalem (Jérusalem, Israël) : le Patriarcat préserve 4 000 manuscrits, et sa bibliothèque Calouste Gulbenkian est un centre d'étude important[135].
- Monastère mékhitariste de Vienne (Autriche) : ce centre abrite 2 800 manuscrits et fragments[136].
- Monastère de Bzommar, Église catholique arménienne (Liban) : un millier de manuscrits y sont conservés[133].
- Monastère de La Nouvelle-Djolfa (Ispahan, Iran) : la bibliothèque conserve un millier de manuscrits[133].
- Siège de Sainte-Etchmiadzin (Etchmiadzin, Arménie)[137] : moins de mille manuscrits y sont préservés[133].